# Biểu tình tại Hồng Kông 2019–20
Biểu tình tại Hồng Kông năm 2019–2020, còn được gọi là Phong trào chống sửa đổi dự luật dẫn độ (tiếng Trung: 反對逃犯條例修訂草案運動), là một loạt các cuộc biểu tình diễn ra từ năm 2019–2020, được gây ra bởi dự luật dẫn độ của chính phủ Hồng Kông nhưng bị rút lại vào tháng 9 năm 2019. Nếu được ban hành, dự luật sẽ cho phép chính quyền địa phương giam giữ và dẫn độ những người bị truy nã ở những vùng lãnh thổ mà Hồng Kông không có thỏa thuận dẫn độ, kể cả Trung Quốc và Đài Loan. Nhiều người lo ngại dự luật sẽ đặt người Hồng Kông và du khách tới Hồng Kông vào phạm vi tài phán của Trung Quốc đại lục do Đảng Cộng sản Trung Quốc kiểm soát, làm suy yếu nguyên tắc "một quốc gia, hai chế độ" và điều đó sẽ làm ảnh hưởng tới quyền lợi của họ.
Mặc dù hàng trăm ngàn người đã tuần hành trong một cuộc biểu tình phản đối dự luật vào ngày 9 tháng 6 nhưng chính phủ vẫn kiên trì với dự luật. Cuộc biểu tình vào ngày 12 tháng 6, ngày dự luật sẽ được đọc lần thứ hai ở Hội đồng Lập pháp, đánh dấu sự leo thang bạo lực mạnh mẽ. Cảnh sát chống bạo động đã triển khai hơi cay và đạn cao su chống lại người biểu tình. Vào ngày 16 tháng 6, chỉ một ngày sau khi Đặc khu trưởng Hồng Kông ra lệnh đình chỉ dự luật, một cuộc tuần hành thậm chí còn lớn hơn đã diễn ra để thúc đẩy việc dự luật phải được rút hoàn toàn và phản ứng với việc cảnh sát sử dụng vũ lực quá mức vào ngày 12 tháng 6 trước đó. Khi các cuộc biểu tình tiến triển, những người biểu tình đưa ra năm yêu cầu chính đối với chính phủ về các vấn đề liên quan đến hành vi sai trái của cảnh sát và cải cách dân chủ đã bị đình trệ kể từ Cách mạng Ô dù năm 2014. Các cuộc biểu tình đã tiếp diễn suốt mùa hè, leo thang thành các cuộc đối đầu ngày càng dữ dội, giữa cảnh sát, các nhà hoạt động, thành viên của Hội Tam Hoàng, phe kiến chế và cư dân địa phương ở hơn 20 khu phố khác nhau trong khu vực. Vụ việc cảnh sát không hành động gì khi những người bị nghi ngờ là các thành viên của Hội Tam Hoàng tấn công những người biểu tình và người đi lại ở Nguyên Lãng vào ngày 21 tháng 7 và vụ cảnh sát tràn vào sân ga Thái Tử vào ngày 31 tháng 8 đã làm các cuộc biểu tình tiếp tục leo thang.
Đặc khu trưởng Lâm Trịnh Nguyệt Nga đã đình chỉ dự luật dẫn độ vào ngày 15 tháng 6 và tuyên bố dự luật "đã chết" vào ngày 9 tháng 7, nhưng đã không rút lại toàn bộ dự luật cho đến ngày 4 tháng 9. Dự luật chính thức đã được rút vào ngày 23 tháng 10, nhưng chính phủ đã từ chối bốn yêu cầu khác. Để kiềm chế các cuộc biểu tình, Chính phủ Hồng Kông đã viện dẫn Pháp lệnh Quy định khẩn cấp vào ngày 4 tháng 10 để thực thi luật cấm che mặt nhưng bị phản tác dụng. Khi cuộc biểu tình kéo dài, các cuộc đụng độ dần trở nên leo thang khi cả hai bên ngày càng trở nên bạo lực. Số lượng các cáo buộc về cảnh sát cũng tăng lên, với việc Tổ chức Ân xá Quốc tế cáo buộc cảnh sát đã tra tấn một số tù nhân. Trong khi một số người biểu tình đã khiến cuộc biểu tình trở nên leo thang bằng cách như ném bom xăng và phá hoại các cơ sở của phe thân Bắc Kinh và biểu tượng đại diện cho chính phủ. Không những vậy, những rạn nứt trong xã hội ngày càng lớn với việc các nhà hoạt động từ cả hai phe tấn công lẫn nhau. Cái chết của Châu Tử Lạc và La Trường Thanh, cùng với sự kiện cảnh sát bắn một người biểu tình không vũ trang và bao vây hai trường đại học vào tháng 11 năm 2019 là những sự kiện mang tính bước ngoặt.
Quy mô của các cuộc biểu tình đã lắng xuống sau chiến thắng chưa từng có của phe dân chủ trong cuộc bầu cử Hội đồng quận, cuộc bao vây Đại học Bách khoa Hồng Kông vào tháng 11, và trong đại dịch COVID-19 đầu năm 2020. Giai đoạn này, Chính phủ trung ương đã can thiệp vào các vấn đề của Hồng Kông – vào tháng 5 năm 2020, Quốc hội Trung Quốc đã phê chuẩn một dự luật an ninh quốc gia có thể được áp đặt đối với Hồng Kông trước tháng 9 năm nay. Đạo luật mới này, được nhiều người coi là mối đe dọa đối với các quyền tự do chính trị và tự do dân sự cơ bản trong vùng lãnh thổ bán tự trị, đã gây ra sự căm phẫn và phản đối. Thậm chí còn khiến cả Mỹ và Anh đánh giá lại chính sách của họ đối với Hồng Kông, mà các nước cho là đã không còn tự chủ.
Chính phủ và cảnh sát có mức độ xếp hạng tín nhiệm thấp nhất kể từ khi chủ quyền Hồng Kông được trao cho Trung Quốc năm 1997 trong các cuộc thăm dò dư luận. Chính phủ trung ương Bắc Kinh đã tuyên bố đây là "cuộc khủng hoảng tồi tệ nhất tại Hồng Kông" kể từ khi chuyển giao chủ quyền Hồng Kông vào năm 1997, và cáo buộc các thế lực ngoại bang đã thúc đẩy các cuộc xung đột, mặc dù phần lớn các cuộc biểu tình đã được mô tả là "không có người lãnh đạo". Hoa Kỳ đã thông qua Đạo luật Nhân quyền và Dân chủ Hồng Kông vào ngày 27 tháng 11 để hỗ trợ các phong trào biểu tình; các cuộc mít tinh đoàn kết được tổ chức tại hàng chục thành phố ở nước ngoài. Còn những người phản đối đã tổ chức nhiều cuộc biểu tình ủng hộ cảnh sát. Trong khi đó, những chiến thuật và cách thức biểu tình đã được cho là nguồn cảm hứng cho các cuộc biểu tình khác vào năm 2019 và 2020.

## Bối cảnh

### Nguyên nhân trực tiếp
Dự luật dẫn độ Hồng Kông 2019 lần đầu tiên được chính phủ Hồng Kông đề xuất vào tháng 2 năm 2019 để đáp lại vụ giết người năm 2018 liên quan đến một cặp vợ chồng Hồng Kông ở Đài Loan. Hồng Kông không có một hiệp ước với Đài Loan cho phép dẫn độ các nghi phạm và việc đàm phán sẽ gặp vấn đề vì chính phủ Trung Quốc không công nhận chủ quyền của Đài Loan. Để giải quyết vấn đề này, chính phủ Hồng Kông đã đề xuất sửa đổi Pháp lệnh người phạm tội bỏ trốn (Chương 503) liên quan đến các thỏa thuận đầu hàng đặc biệt và Hỗ trợ pháp lý lẫn nhau trong Pháp lệnh các vấn đề hình sự (Chương 525) để có thể sắp xếp hỗ trợ pháp lý lẫn nhau giữa Hồng Kông và bất kỳ nơi nào ngoài Hồng Kông. Chính phủ đề xuất thiết lập một cơ chế chuyển giao những người chạy trốn không chỉ cho Đài Loan, mà còn cho Trung Quốc đại lục và Ma Cao, những điều không được nêu trong luật hiện hành.
Việc đưa Trung Quốc đại lục vào sửa đổi là mối quan tâm đối với các lĩnh vực khác nhau của xã hội Hồng Kông. Những người ủng hộ dân chủ lo ngại quyền tài phán của thành phố sẽ hợp nhất với luật pháp Trung Quốc đại lục do Đảng Cộng sản quản lý, do đó làm xói mòn nguyên tắc "một quốc gia, hai chế độ" được thiết lập kể từ khi bàn giao năm 1997. Những người phản đối dự luật hiện tại kêu gọi chính phủ Hồng Kông thiết lập một thỏa thuận dẫn độ chỉ với Đài Loan.

### Nguyên nhân sâu xa
Biểu tình ở Hồng Kông năm 2019 diễn ra bốn năm rưỡi sau cuộc Cách mạng Ô dù năm 2014, bắt đầu sau khi Ủy ban Thường vụ Đại hội Đại biểu Nhân dân Toàn quốc (NPCSC) đưa ra quyết định cải cách đề xuất cải cách hệ thống bầu cử Hồng Kông, phần lớn được xem là hạn chế. Tuy nhiên, bất chấp các cuộc biểu tình, chính phủ đã không nhượng bộ và phong trào kết thúc trong thất bại. Kể từ đó, không có tiến bộ nào trong việc đạt được quyền bầu cử phổ thông thực sự; chỉ một nửa số ghế trong Hội đồng Lập pháp vẫn được bầu trực tiếp và Đặc khu trưởng Hồng Kông tiếp tục được bầu bởi Ủy ban bầu cử. Sau các cuộc biểu tình thất bại, năm 2017, các nhà hoạt động dân chủ Hồng Kông bị bắt càng làm tan vỡ hy vọng của thành phố trong việc thúc đẩy sự phát triển dân chủ. Mọi người bắt đầu lo sợ mất "mức độ tự chủ cao" được quy định trong Luật cơ bản, vì Trung Quốc đại lục dường như ngày càng can thiệp và công khai vào các vấn đề của Hồng Kông. Chẳng hạn, tranh luận tuyên thệ của Hội đồng Lập pháp Hồng Kông đã kết thúc bằng việc truất quyền thi hành sáu nhà lập pháp do phán quyết hợp pháp của tòa án ở Trung Quốc đại lục; vụ mất tích ở nhà sách tại Vịnh Đồng La đã gây ra mối lo ngại cho việc bị nhà nước trừng phạt và giam giữ phi pháp.
Sự trỗi dậy của chủ nghĩa địa phương và phong trào ủng hộ độc lập được đánh dấu bằng chiến dịch tranh cử vùng Tân Giới Đông năm 2016 bởi nhà hoạt động Lương Thiên Kỳ khi ngày càng ít thanh niên Hồng Kông tự nhận mình là người Trung Quốc do luật pháp, xã hội và văn hóa có sự khác biệt giữa Hồng Kông và Trung Quốc đại lục. Những người khảo sát tại Đại học Hồng Kông nhận thấy rằng họ càng trẻ thì lại càng mất lòng tin đối với chính quyền trung ương. Giới trẻ Hồng Kông đã phải đối mặt với bất ổn chính trị kể từ tranh cãi về đạo đức và giáo dục quốc gia năm 2012, và họ không còn tin tưởng vào hệ thống được cho là đã bảo vệ quyền của họ. Với cách tiếp cận năm 2047, khi Luật cơ bản hết hiệu lực và cùng với đó là các bảo đảm hiến pháp được ghi trong đó, tình cảm của một tương lai không chắc chắn đã thúc đẩy thanh niên tham gia các cuộc biểu tình chống lại dự luật dẫn độ.
Một số người phản đối cảm thấy rằng các biện pháp hòa bình không hiệu quả và dùng đến các phương pháp triệt để hơn để bày tỏ quan điểm của họ. Đối với một số người phản đối, cách mạng Dù là một nguồn cảm hứng, khi phong trào mang lại sự thức tỉnh chính trị cho họ. Cả CNN và The Guardian đều lưu ý rằng không giống như các cuộc biểu tình năm 2014, những người biểu tình năm 2019 bị thúc đẩy bởi cảm giác tuyệt vọng thay vì hy vọng, và mục đích của các cuộc biểu tình đã phát triển từ việc rút dự luật để chiến đấu cho tự do và tự do hơn.

## Mục tiêu
Người biểu tình ban đầu chỉ yêu cầu rút dự luật dẫn độ. Sau khi leo thang trong phản ứng cảnh sát chống lại người biểu tình vào ngày 12 tháng 6 và đình chỉ dự luật vào ngày 15 tháng 6, mục tiêu của người biểu tình là đạt được năm yêu cầu này:
- Rút hoàn toàn dự luật dẫn độ khỏi quy trình lập pháp: Mặc dù dự luật đã bị đình chỉ vô thời hạn vào ngày 15 tháng 6, nhưng cuộc tranh luận về nó có thể nhanh chóng được bắt đầu lại. Dự luật từng được "chờ nối lại lần hai" trong Hội đồng Lập pháp. Nó đã chính thức được rút vào ngày 23 tháng 10 năm 2019.
- Rút lại mô tả các cuộc biểu tình là "bạo loạn": Chính phủ ban đầu đã sử dụng từ "bạo loạn" để mô tả cuộc biểu tình ngày 12 tháng 6. Sau đó được sửa đổi thành có một số người biểu tình bạo loạn. Tuy nhiên, những người biểu tình tranh cãi về sự tồn tại của các hành động bạo loạn trong cuộc biểu tình ngày 12 tháng 6.
- Thả và miễn trừ những người biểu tình bị bắt giữ: Người biểu tình coi các vụ bắt giữ là có động cơ chính trị; họ nghi ngờ tính hợp pháp của cảnh sát bắt giữ người biểu tình tại bệnh viện bằng cách sử dụng dữ liệu y tế bí mật của họ là vi phạm quyền riêng tư của bệnh nhân.
- Thành lập một ủy ban điều tra độc lập về hành vi của cảnh sát và sử dụng vũ lực trong các cuộc biểu tình: Các nhóm dân sự cảm thấy rằng mức độ bạo lực được cảnh sát sử dụng vào ngày 12 tháng 6, đặc biệt là những cảnh sát chống lại những người biểu tình không phạm tội là không chính đáng; Cảnh sát thực hiện tìm kiếm nhiều người qua đường gần địa điểm biểu tình mà không có nguyên do cũng bị coi là lạm dụng.[63] Một số cảnh sát không đủ căn cứ nhận dạng họ có đúng là cảnh sát hay không do không có số nhận dạng hoặc thẻ bảo đảm theo Lệnh chung.[64] Cơ quan giám sát hiện tại thiếu sự độc lập và chức năng của nó phụ thuộc vào sự hợp tác của cảnh sát.
- Yêu cầu bà Lâm Trịnh Nguyệt Nga từ chức và việc thực hiện quyền bầu cử phổ thông cho Hội đồng Lập pháp và bầu Đặc khu trưởng Hồng Kông:[65] Hiện tại, Đặc khu trưởng Hồng Kông được lựa chọn bởi Ủy ban bầu cử 1.200 thành viên và 30 ghế Hội đồng Lập pháp được lấp đầy bởi các cử tri giới hạn đại diện cho các lĩnh vực khác nhau của nền kinh tế.

## Diễn biến

### Biểu tình giai đoạn đầu

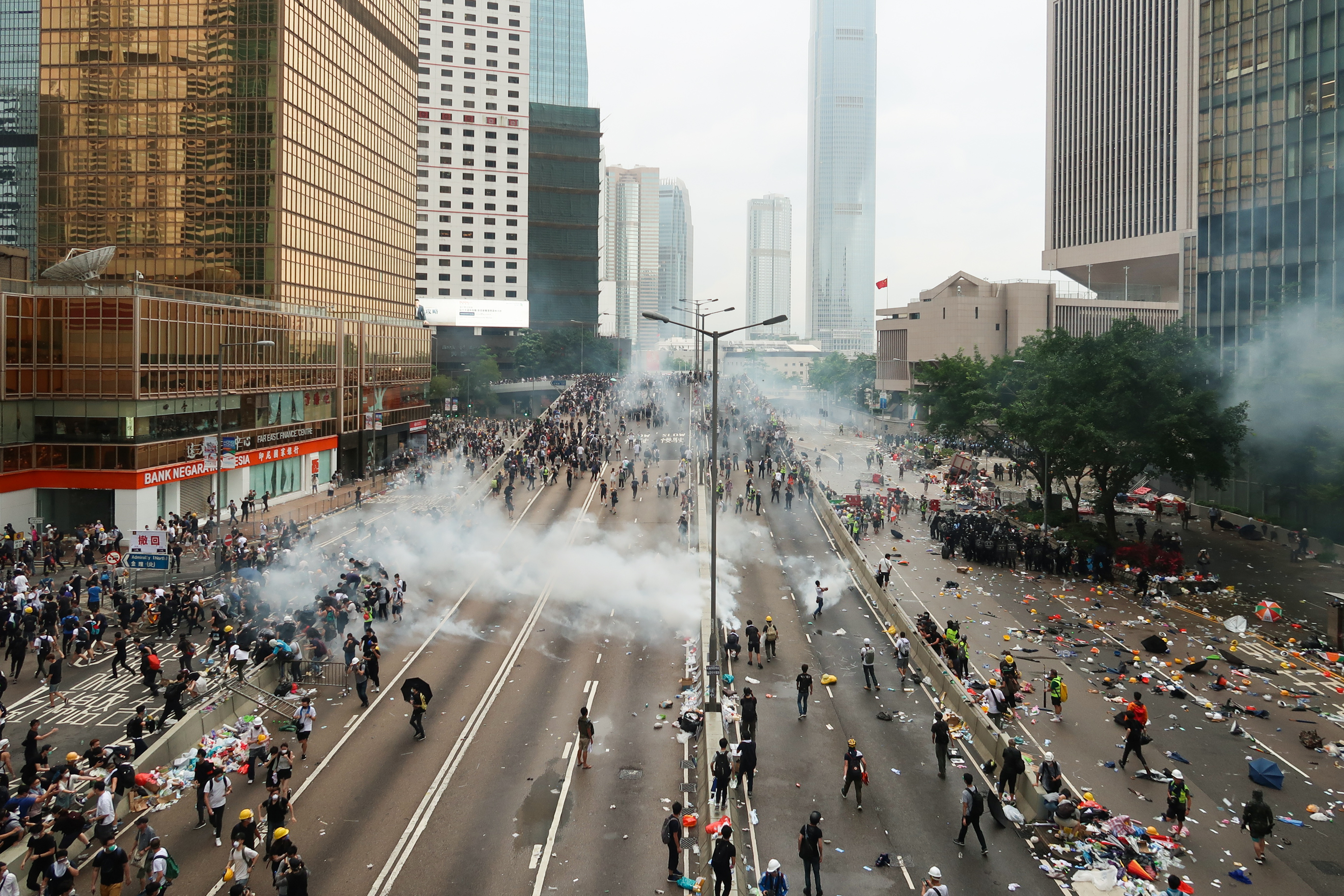
Cảnh sát sử dụng khí gas để giải tán đám đông biểu tình tụ tập bên ngoài Legislative Council Complex vào ngày 12 tháng 6

Demosistō đã tổ chức một sự kiện phản đối ngồi tại Khu liên hợp chính quyền trung ương vào ngày 15 tháng 3, đó là cuộc biểu tình đầu tiên chống lại dự luật dẫn độ. Sau đó, Mặt trận Nhân dân về Nhân quyền (CHRF) đã phát động hai cuộc tuần hành phản đối dự luật vào ngày 31 tháng 3 và 28 tháng 4. Đối với cuộc biểu tình thứ hai, các nhà tổ chức tuyên bố 130.000 người tham gia tuần hành, mức cao nhất kể từ cuộc biểu tình ngày 1 tháng 7 năm 2014.
Để phản đối việc đọc dự luật lần thứ hai, dự kiến sẽ được tổ chức vào ngày 12 tháng 6, CHRF đã phát động cuộc phản kháng thứ ba từ công viên Victoria tới Hội đồng Lập pháp ở Kim Chung vào ngày 9 tháng 6. Đó là cuộc biểu tình lớn nhất từng được tổ chức tại Hồng Kông, khi các nhà tổ chức tuyên bố rằng 1,03 triệu người, một con số kỷ lục, đã tham gia cuộc biểu tình. Mặc dù vậy, Lâm khẳng định đọc dự luật lần thứ hai sẽ tiếp tục vào ngày 12 tháng 6, khiến một số nhóm sinh viên và Demosistō không được vào tòa nhà Hội đồng lập pháp, cuối cùng dẫn đến xung đột dữ dội giữa sĩ quan cảnh sát và người biểu tình, sau đó, người biểu tình đã rút về Loan Tể.
Sau các cuộc biểu tình ngày 9 tháng 6, một cuộc tổng đình công đã được kêu gọi vào ngày 12 tháng 6, được hưởng ứng bởi hơn 100 người sử dụng lao động. Họ cũng đã cố gắng buộc tội ở tòa nhà Hội đồng lập pháp. Cảnh sát chống bạo động đã giải tán người biểu tình bằng cách bắn hơi cay, đạn đậu và đạn cao su. Ủy viên cảnh sát Lư Vĩ Thông tuyên bố vụ đụng độ trên là "bạo loạn", mặc dù chính cảnh sát cũng bị lên án nặng nề vì sử dụng vũ lực quá mức, bao gồm việc bắn hơi cay vào những người biểu tình ôn hòa bên cạnh Tháp CITIC, khiến họ bị mắc kẹt bên trong tòa nhà. Việc sử dụng dùi cui và hơi cay của cảnh sát, việc thiếu số nhận dạng trên các sĩ quan cảnh sát, nghi ngờ tấn công các nhà báo, và các vụ bắt giữ tại bệnh viện sau đó đã bị chỉ trích. Sau các cuộc đụng độ vào ngày 12 tháng 6, những người biểu tình bắt đầu yêu cầu một cuộc điều tra độc lập về sự tàn bạo của cảnh sát và kêu gọi chính phủ rút lại đặc tính "bạo loạn". Khoảng 2.000 người biểu tình từ các nhóm tôn giáo đã tổ chức một buổi cầu nguyện bên ngoài trụ sở chính phủ, cầu nguyện và hát những bài thánh ca trong đó có "Sing Hallelujah to the Lord", trở thành bài ca không chính thức của cuộc biểu tình.

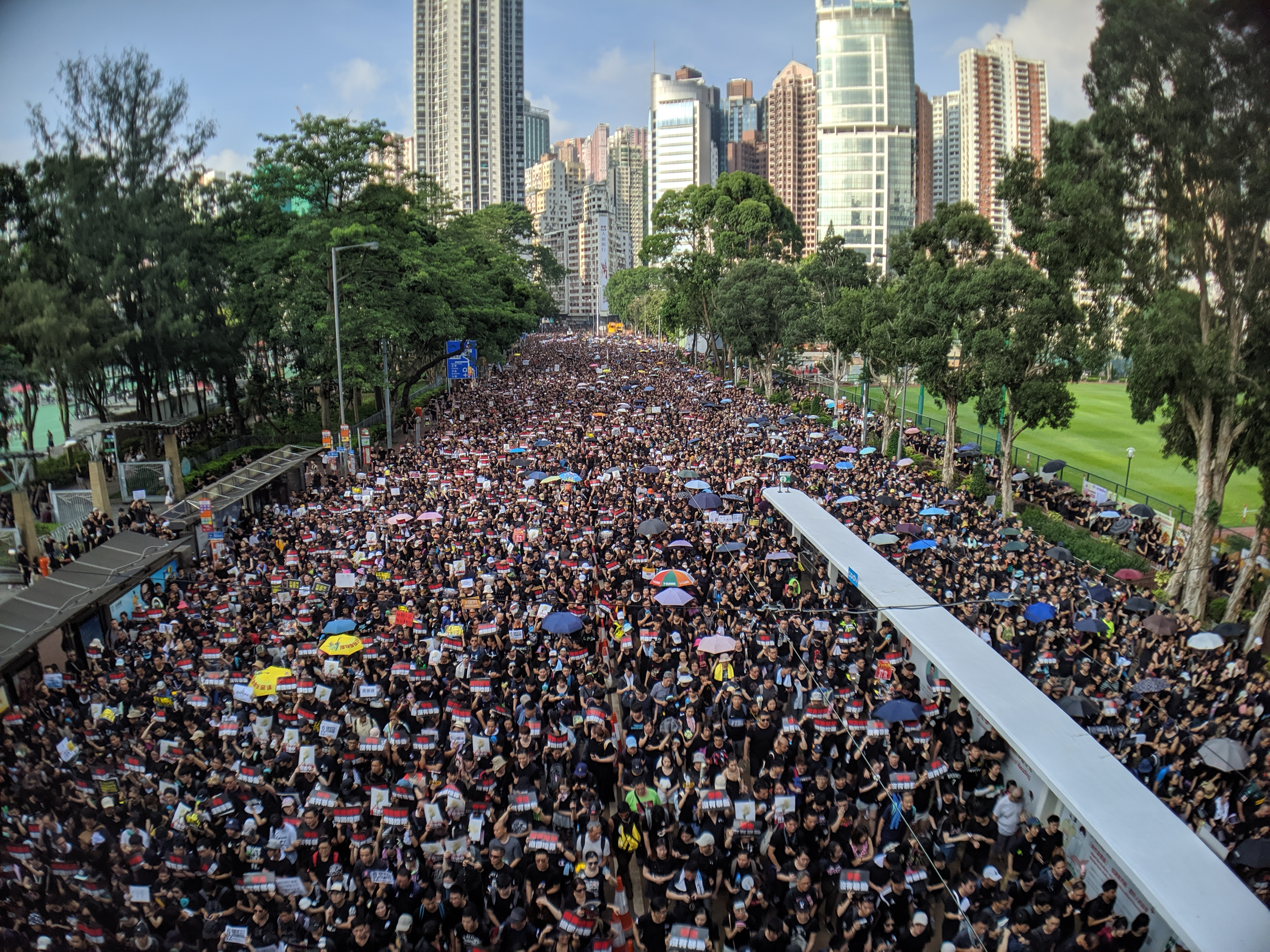
Ước tính khoảng 2 triệu người tham gia biểu tình theo CRHK vào ngày 16 tháng 6 năm 2019, trong khi cảnh sát cho rằng chỉ có 338,000 người lúc cao điểm

Vào ngày 15 tháng 6, Lâm Trịnh Nguyệt Nga tuyên bố rằng dự luật đã bị đình chỉ, mặc dù phe dân chủ yêu cầu hủy toàn bộ dự luật. Một người đàn ông 35 tuổi tên Lương Lăng Kiệt cũng đã tự sát để phản đối quyết định của Lâm ngày hôm đó. Đối với cuộc biểu tình được tổ chức vào ngày 16 tháng 6, CHRF đã tuyên bố số người biểu tình là "gần 2 triệu cộng với 1 công dân", lập kỷ lục về cuộc biểu tình lớn nhất trong lịch sử Hồng Kông. Sau đó, Lâm đã xin lỗi công dân Hồng Kông nhưng từ chối từ chức và rút lại dự luật.

### Bao vây LegCo và ngoại tác

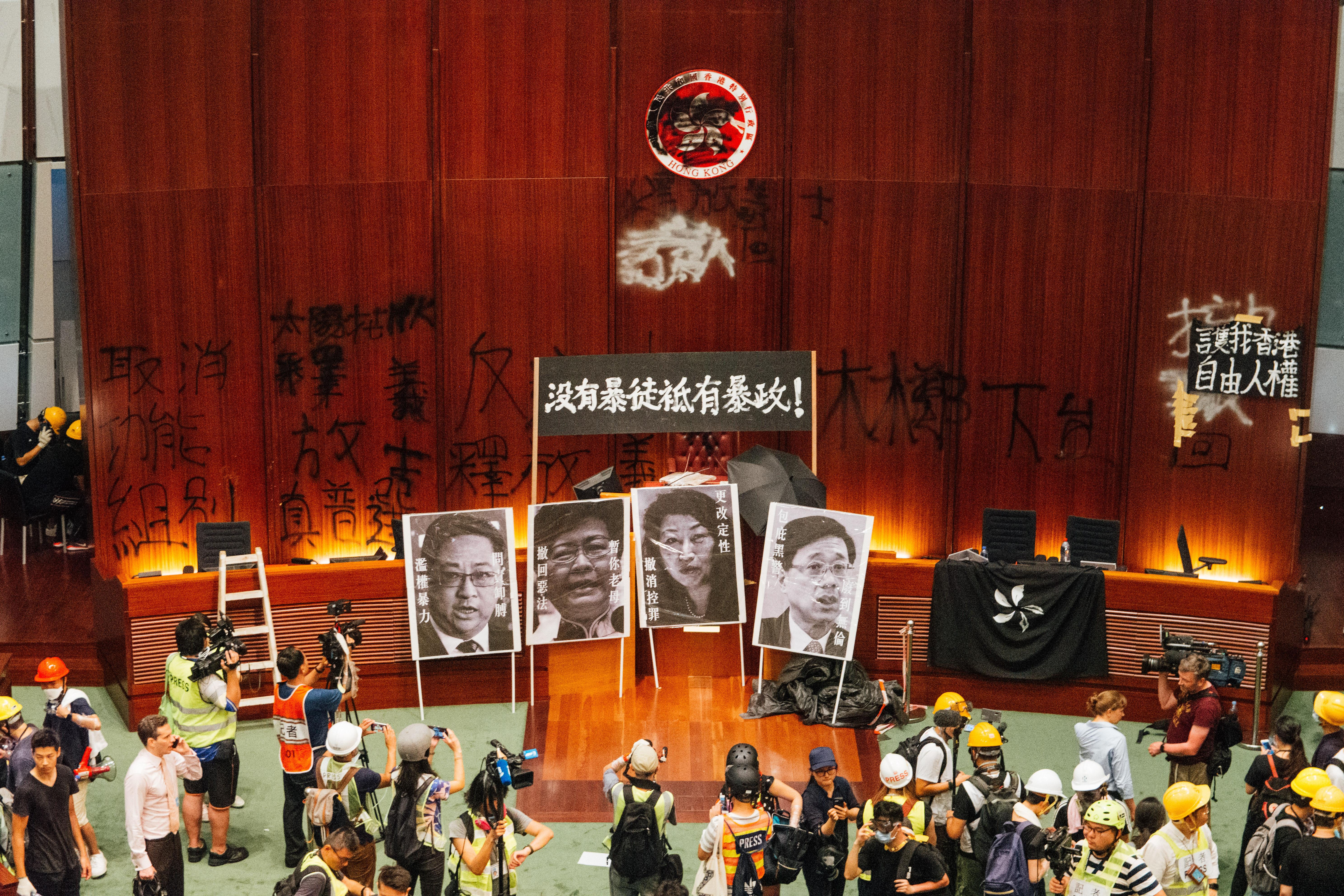
Phòng hội thảo ở LegCo sau khi những người biểu tình xông vào Tổ hợp Hội đồng Lập pháp.

CHRF tổ chức cuộc tuần hành hàng năm vào ngày 1 tháng 7 và tuyên bố số người tham gia kỷ lục là 550.000. Cuộc biểu tình phần lớn là ôn hòa. Vào ban đêm, những người biểu tình đã xông vào Trụ sở Hội đồng lập pháp, nhưng cảnh sát đã có những hành động nhỏ để ngăn chặn họ. Người biểu tình cũng đập phá đồ đạc, phá hủy biểu tượng Hồng Kông và trình bày một tuyên ngôn mới với mười điểm khoản.
Sau cuộc biểu tình ngày 1 tháng 7, các cuộc biểu tình bắt đầu "nở rộ ở khắp nơi", với các cuộc biểu tình được tổ chức ở các khu vực khác nhau ở Hồng Kông, cả hai đều phản đối dự luật chống dẫn độ các vấn đề địa phương, bao gồm cả các thương nhân song song từ Trung Quốc ở Thượng Thủy. Bức tường Lennon cũng được lập ra ở các khu phố khác nhau và trở thành nguồn xung đột giữa những người "thân Bắc Kinh" và những người ủng hộ các cuộc biểu tình.

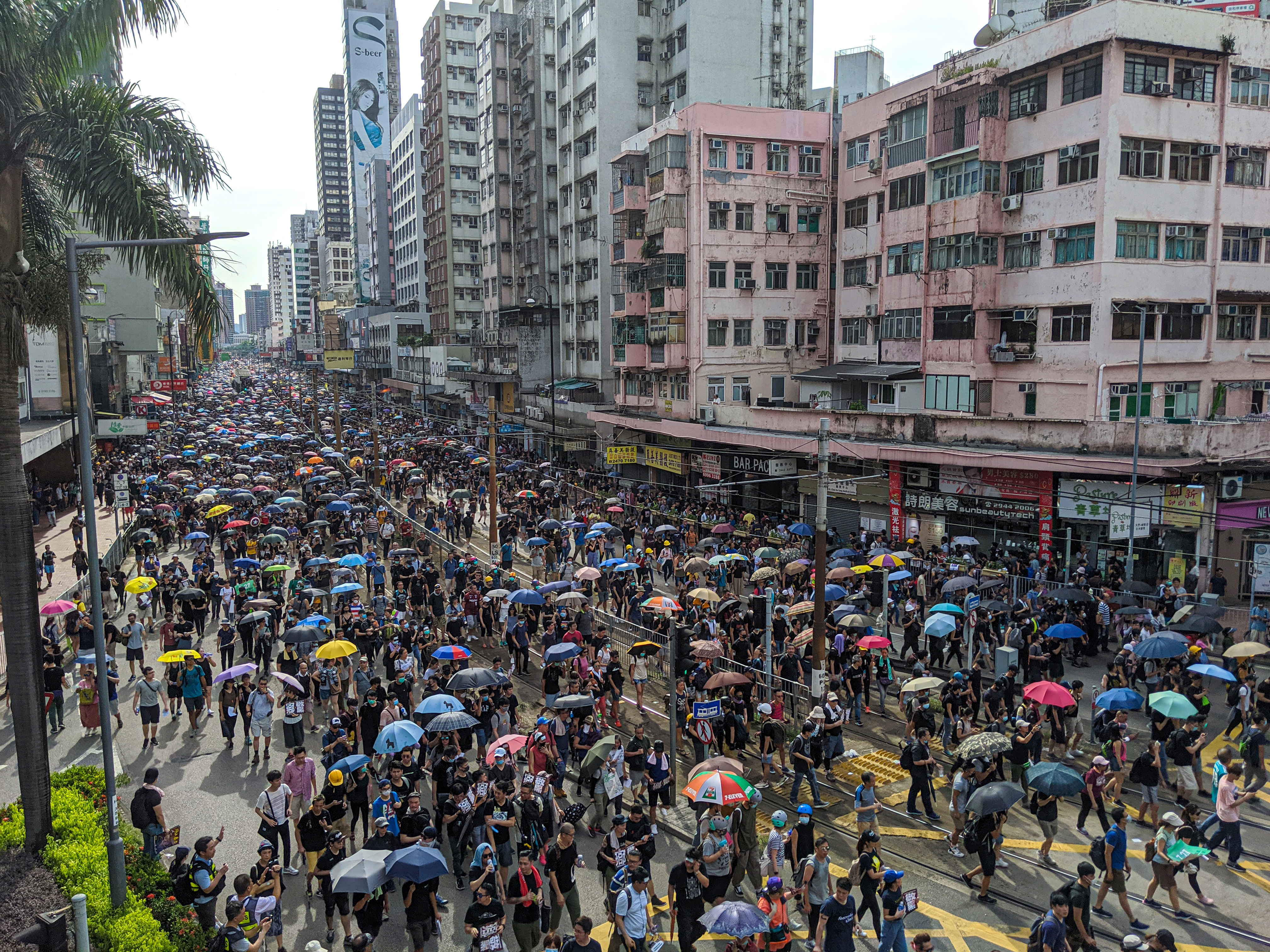
Người biểu tình diễu hành trên đường Castle Peak trong cuộc biểu tình "Đòi lại Nguyên Lãng" vào ngày 27 tháng 7, đây là phản ứng về vụ đụng độ ngày 21 tháng 7

CHFR tổ chức các cuộc biểu tình chống dẫn độ khác vào ngày 21 tháng 7 trên đảo Hồng Kông. Thay vì phân tán, người biểu tình thông qua cảnh sát điểm cuối bắt buộc, và tiêu đề cho Văn phòng Chính phủ ở Tây Dinh Bàn (Sai Ying Pun), nơi họ làm vấy bẩn Quốc huy Trung Quốc. Trong khi bế tắc giữa người biểu tình và cảnh sát xảy ra trên đảo Hồng Kông, một nhóm cá nhân mặc đồ trắng nghi ngờ bộ ba thành viên, xuất hiện và tấn công bừa bãi người dân bên ngoài nhà ga Nguyên Lãng.

### Tổng đình công và leo thang

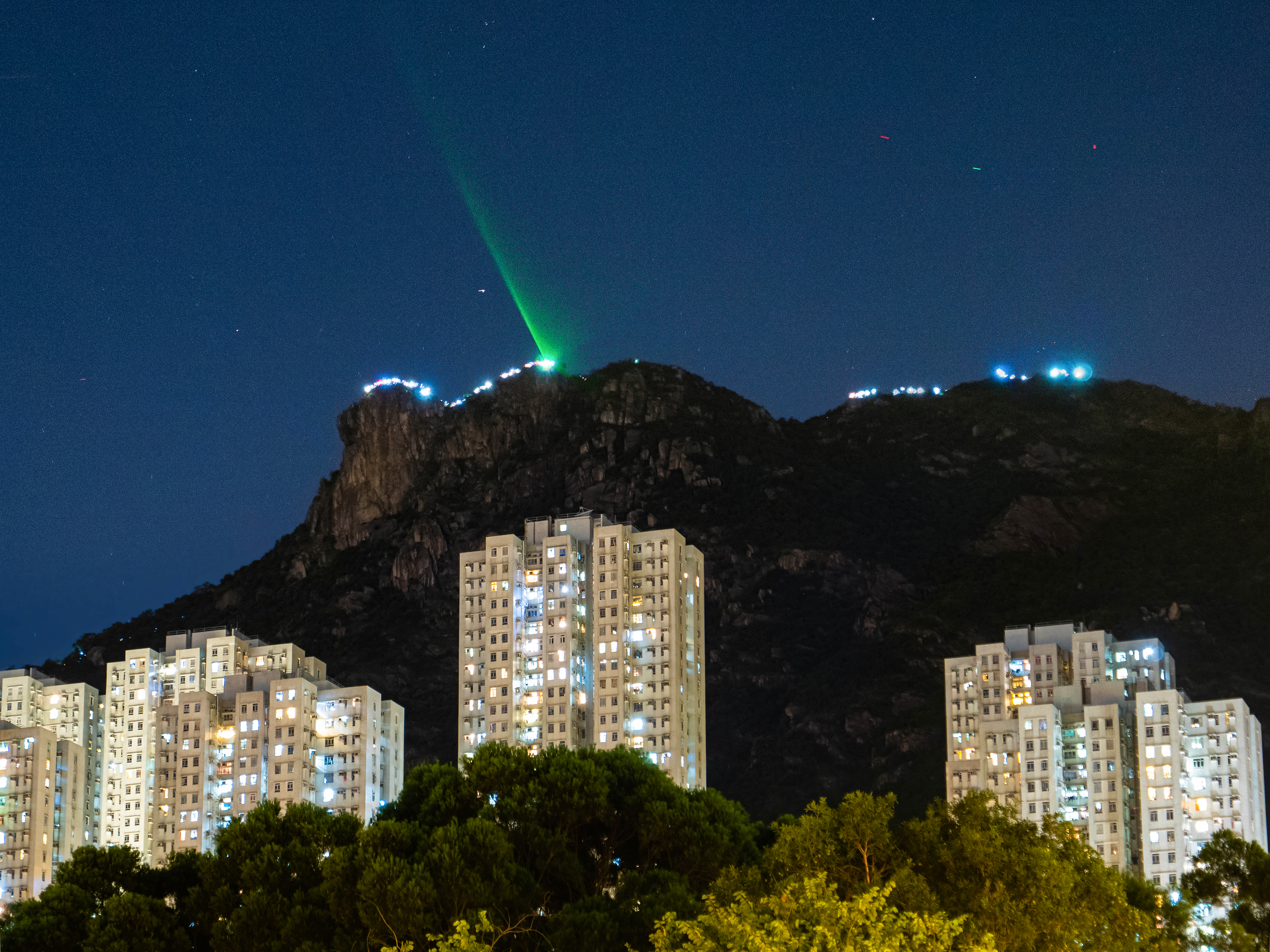
Người biểu tình trên đỉnh Sư Tử Sơn trong sự kiện Con đường Hồng Kông ngày 23 tháng 8 năm 2019

Vào tối ngày 23 tháng 8, ước tính 210.000 người đã tham gia vào chiến dịch "Con đường Hồng Kông", để thu hút sự chú ý đến năm yêu cầu của phong trào. 9 giờ tối, nhiều người che mắt phải và hô vang "Cảnh sát tham nhũng, hãy trả lại con mắt!" liên quan đến nhân viên sơ cứu bị chấn thương mắt nghiêm trọng trong cuộc biểu tình vào ngày 12 tháng 8. Họ đã cùng nhau tạo ra một chuỗi con người dài 50 km, trải dài trên cả hai phía của cảng Hồng Kông và trên đỉnh Sư Tử Sơn. Hành động này được lấy cảm hứng từ một sự kiện tương tự được gọi là "Con đường Baltic" diễn ra vào ngày 23 tháng 8 năm 1989.
Nhiều công chức, giáo viên, ngành tài chính, kế toán và chuyên gia y tế đã lên tiếng ủng hộ phong trào chống dẫn độ vào tháng 8 bằng cách tổ chức tuần hành hoặc biểu tình.
Bỏ qua lệnh cấm của cảnh sát được duy trì bởi một hội đồng kháng cáo  và các vụ bắt giữ gần đây của các nhà hoạt động dân chủ và các nhà lập pháp cao cấp, hàng ngàn người biểu tình đã xuống đường ở Hồng Kông vào ngày 31 tháng 8 năm 2019. Cuối tuần thứ 13 của cuộc biểu tình cũng được đánh dấu kỷ niệm 5 năm ngày Trung Quốc kêu gọi một nền dân chủ hạn chế cho lãnh thổ, gây ra các cuộc biểu tình kéo dài nhiều tháng trong năm 2014.

### Leo thang và rút lại dự luật

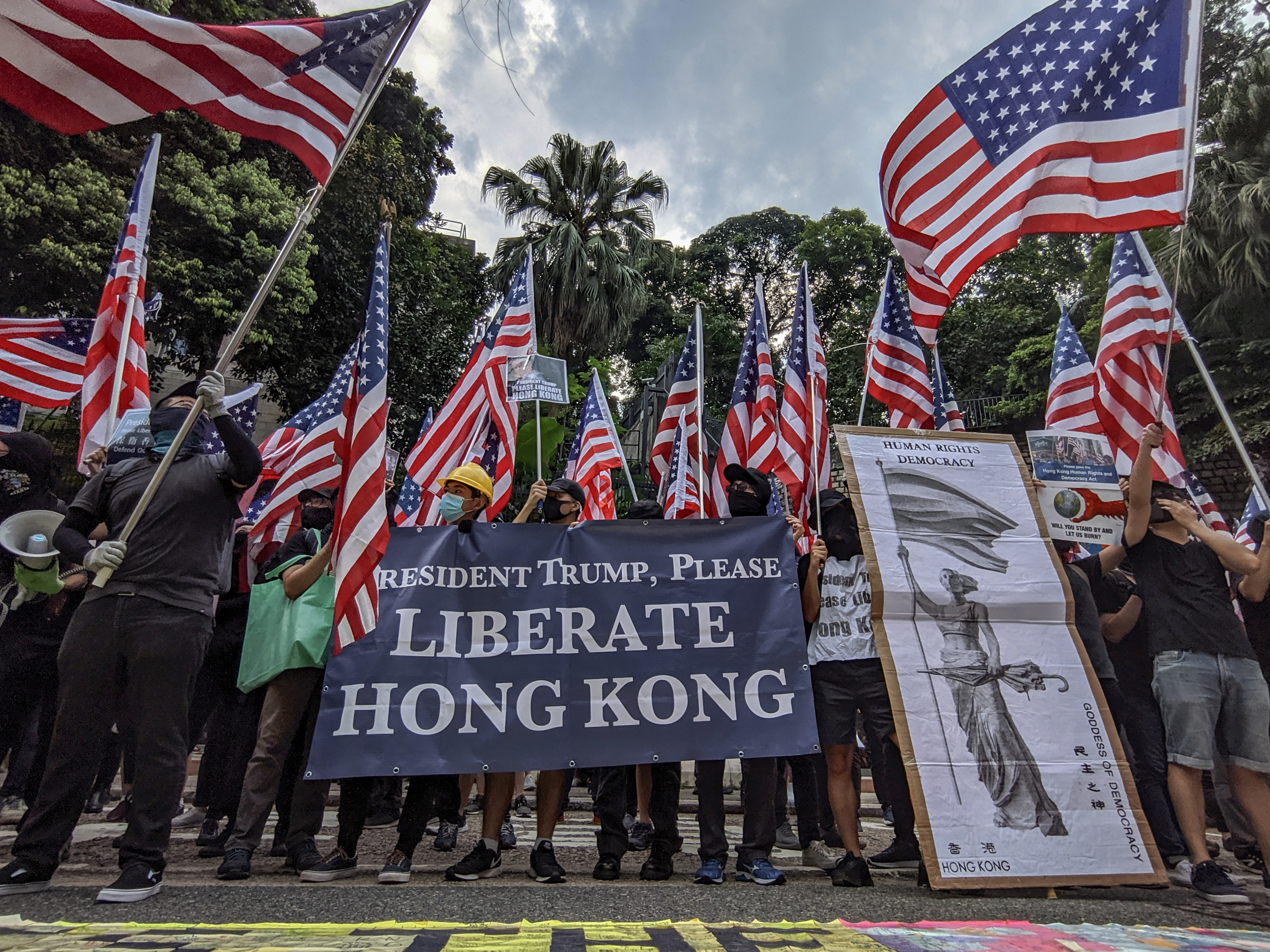
Người biểu tình diễu hành tới đại sứ quán Mỹ vào ngày 8 tháng 9.

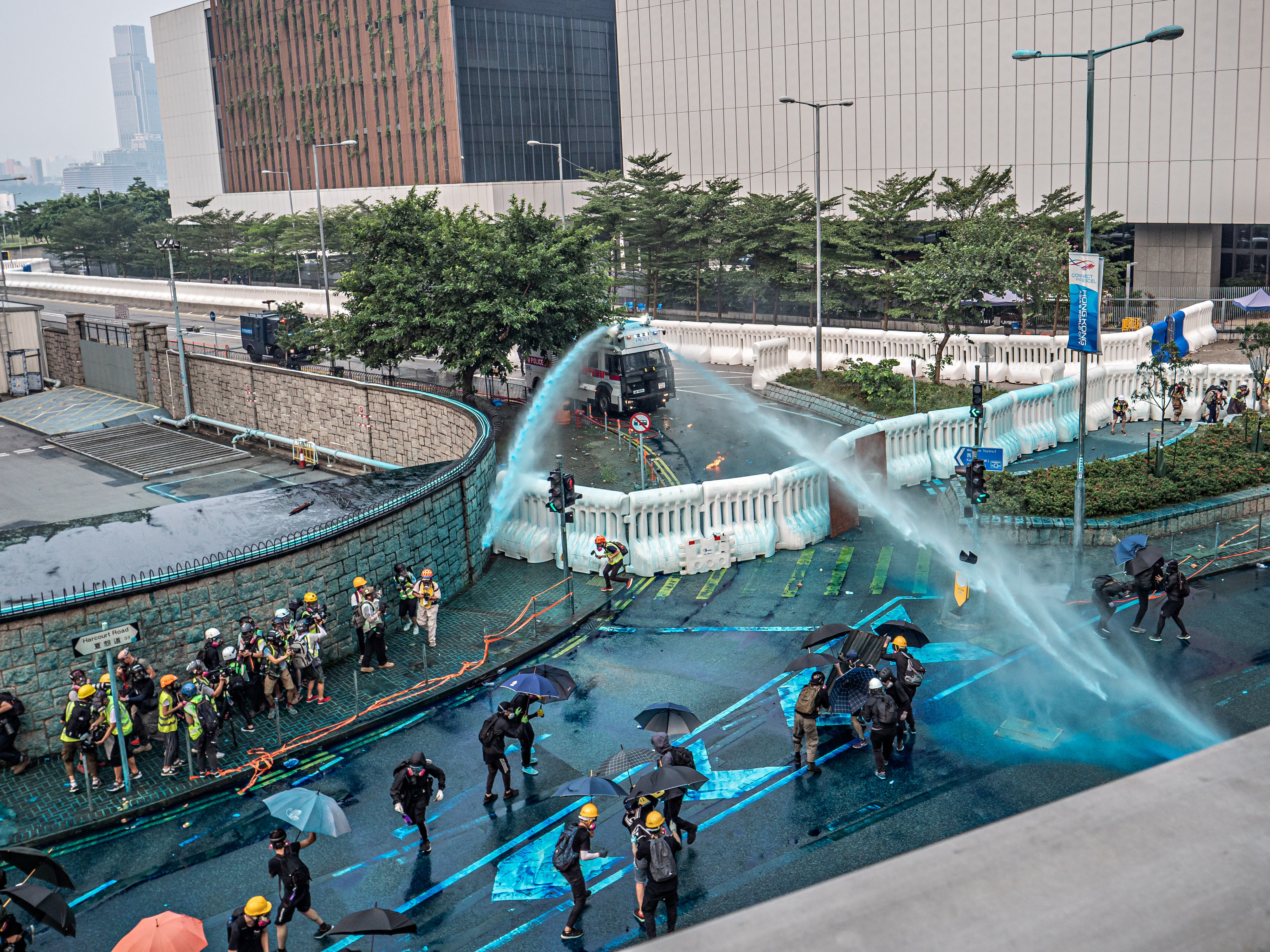
Cảnh sát sử dụng xe bắn vòi rồng bên ngoài trụ sở chính phủ trong cuộc diễu hành ngày 29 tháng 9 năm 2019.

Vào ngày 4 tháng 9, Lâm Trịnh Nguyệt Nga tuyên bố rằng sẽ chính thức rút dự luật dẫn độ vào tháng 10 và bà sẽ đưa ra các biện pháp bổ sung để giúp làm dịu tình hình. Sự nhượng bộ đó đã bị những người biểu tình chỉ trích là "quá ít, quá muộn". Cuộc biểu tình tiếp tục sau khi rút dự luật. Vào ngày 9 tháng 9, các sinh viên mặc đồng phục và mặt nạ đã thành lập một chuỗi người để hỗ trợ các cuộc biểu tình xảy ra vào cuối tuần.
Vào ngày 10 tháng 9, những người biểu tình đã bất chấp luật pháp Trung Quốc bằng cách la ó quốc ca của Trung Quốc trước vòng loại bóng đá World Cup và hát bài "quốc ca" Nguyện vinh quang quy Hương Cảng. Vào đêm ngày 11 tháng 9, hàng ngàn người biểu tình đã tập trung tại nhiều trung tâm mua sắm trên khắp Hồng Kông, hô vang và hát bài quốc ca trên.
Vào ngày 13 tháng 9, hàng nghìn người Hồng Kông trèo lên những ngọn núi đá bên ngoài thành phố để tổ chức biểu tình ôn hòa vào đêm Trung thu. Những người biểu tình mang lồng đèn, điện thoại di động và đèn led tối qua trèo lên núi Sư Tử Sơn và núi Victoria để ca hát và đón trung thu trong bầu không khí ôn hòa, trái ngược với các hành động bạo lực thường diễn ra vào các dịp cuối tuần trước đó.
Nhóm ủng hộ Trung Quốc sáng ngày 21 tháng 9 kêu gọi tháo dỡ thông điệp phản đối chính quyền Hồng Kông trên khắp đặc khu theo lời kêu gọi của một nghị sĩ. Hàng chục người ủng hộ chính quyền trung ương Bắc Kinh dỡ các bức tường đầy màu sắc được tạo thành từ những mảnh giấy ghi thông điệp kêu gọi biểu tình và cáo buộc Bắc Kinh can thiệp các vấn đề của Hồng Kông.
Vào tối ngày 26 tháng 9, Lâm Trịnh Nguyệt Nga đã tổ chức phiên đối thoại đầu tiên tại sân vận động Nữ hoàng Elizabeth ở Loan Tể với 150 người và cho mỗi người ba phút để hỏi. Người biểu tình đã vây quanh địa điểm và chặn không cho Lâm ra ngoài trong bốn giờ. Vào ngày 28 tháng 9, CHRF đã tổ chức một cuộc mít tinh để kỷ niệm 5 năm Cách mạng Dù, mặc dù cảnh sát đã tiến hành một cuộc giải tán rộng rãi ngay sau đó. Vào ngày hôm sau, những người biểu tình bất chấp lệnh cấm của cảnh sát đã tuần hành trong một cuộc biểu tình chống lại Đảng Cộng sản Trung Quốc. Các cuộc biểu tình đoàn kết được tổ chức cùng ngày tại 40 thành phố trên thế giới.

### Ngày Quốc khánh và luật khẩn cấp

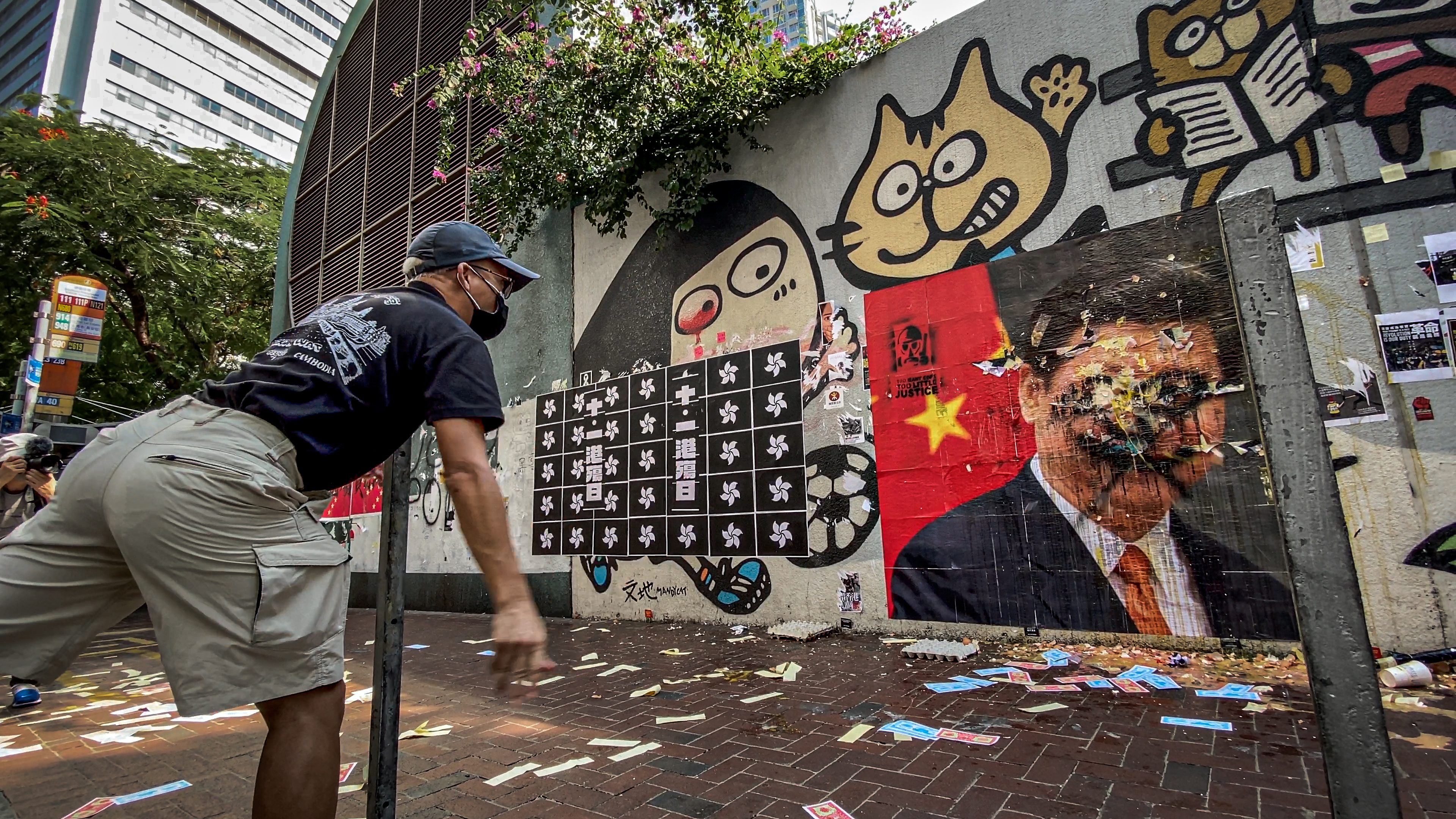
Người biểu tình Hồng Kông đã ném trứng vào bức chân dung Tổng Bí thư Đảng Cộng sản Trung Quốc Tập Cận Bình vào ngày Quốc khánh.

Ngày 4 tháng 10, Lâm Trịnh Nguyệt Nga đã viện dẫn Pháp lệnh Quy định khẩn cấp để áp dụng luật cấm che mặt và cấm đeo khẩu trang trong các cuộc tụ họp công cộng, cố gắng kiềm chế các cuộc biểu tình đang diễn ra. Có hiệu lực vào nửa đêm ngày hôm đó, những người vi phạm quy định mới có thể bị kết án một năm tù hoặc bị phạt 25.000 đô-la Hồng Kông (khoảng 3.200 USD). Một đơn xin tạm dừng thi hành luật chống mặt nạ đã bị tòa án bác bỏ trong cùng một đêm. Sau khi công bố quy định mới này, hàng ngàn người biểu tình, nhiều người trong số họ đeo mặt nạ, đã xuống đường. Một cậu bé 14 tuổi bị bắn vào chân, và toàn bộ hệ thống tàu điện ngầm đã đóng cửa sớm và vẫn đóng cửa vào ngày hôm sau.

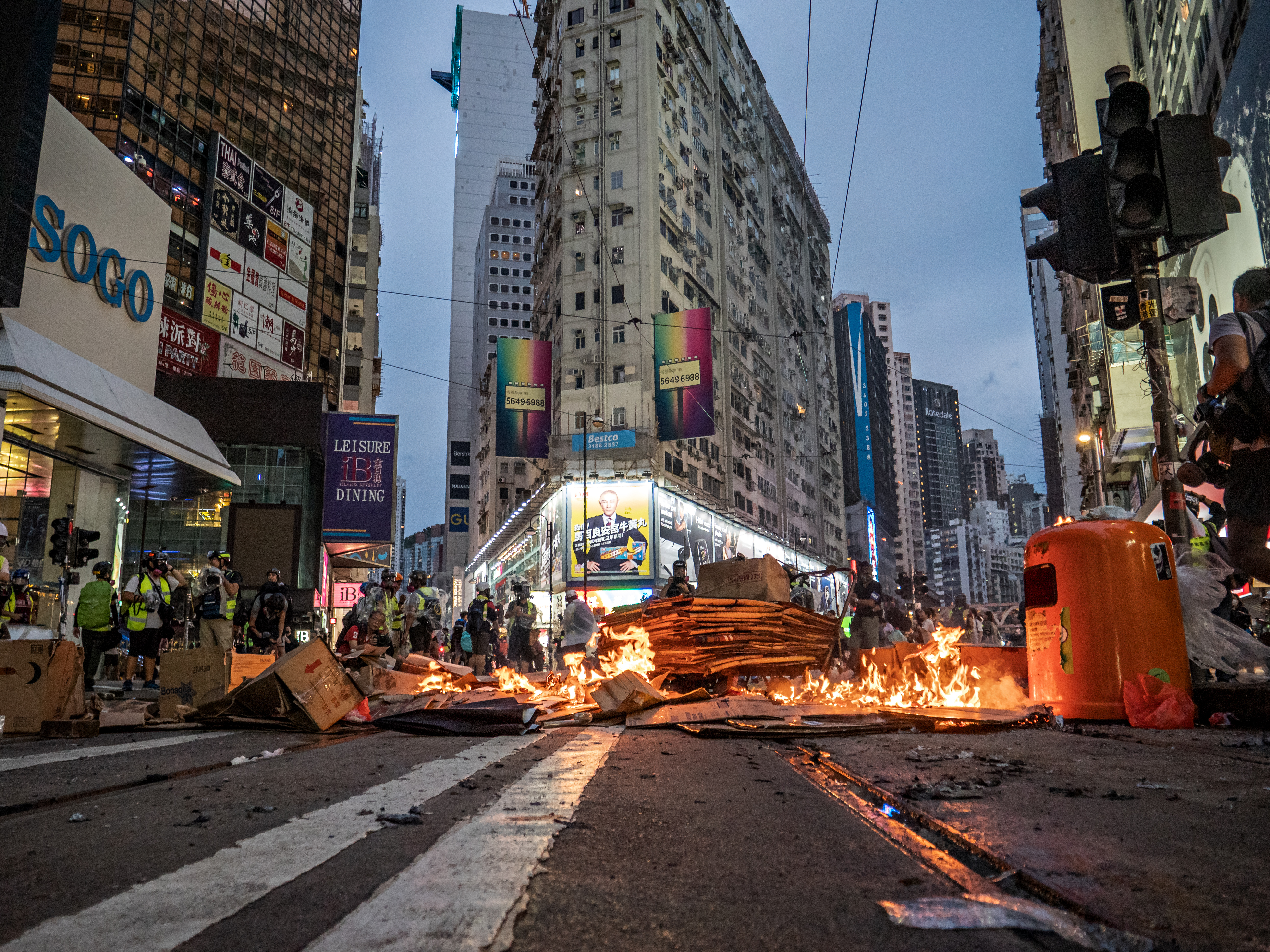
Người biểu tình thiết lập một rào cản tạm thời được đốt bằng lửa ở Đồng La Loan vào ngày 6 tháng 10

Ngày 23 tháng 10, Hội đồng Lập pháp Hồng Kông đã chính thức rút dự luật dẫn độ. Trần Đồng Giai, nghi phạm giết người khiến chính quyền Hồng Kông đề xuất dự luật, được ra tù cùng ngày.

### Tăng cường và bao vây các trường đại học
Lực lượng Cảnh sát Hồng Kông trả lời báo chí rằng những người biểu tình đang sử dụng các trường đại học làm "nhà máy vũ khí" nơi họ đang triển khai nhiều vũ khí tấn công được cải tiến.
Vào ngày 17 tháng 11, cuộc đối đầu giữa người biểu tình và cảnh sát đã xảy ra gần Đại học Bách khoa Hồng Kông. Cảnh sát đã bắn hơi cay và bắn nước nhuộm màu xanh để giải tán người biểu tình, trong khi một cảnh sát làm truyền thông đã bị một mũi tên từ người biểu tình bắn trúng. Cảnh sát bao vây trường đại học này, tuyên bố vào ngày 17 tháng 11 rằng bất kỳ ai rời khỏi trường đại học sẽ bị bắt trừ khi các nhà báo. Trong số những người bị bắt trong khi rời đi có nhiều người y tá chữa trị tình nguyện. Sau khi cảnh sát đe dọa sẽ sử dụng đạn thật nếu người biểu tình không rời đi, vào ngày 18 tháng 11, chủ tịch của Đại học Bách khoa Hồng Kông nói rằng cảnh sát đã đồng ý ngừng sử dụng vũ lực, vì ông kêu gọi người biểu tình rời khỏi trong hòa bình và đầu hàng. Tuy nhiên, những người biểu tình cố gắng rời khỏi trường ngày hôm đó đã dính phải hơi cay và đạn cao su từ cảnh sát, khiến họ phải quay trở lại trường đại học.
Ngày 18 tháng 11, đã có nhiều nỗ lực của người biểu tình rời khỏi trường đại học PolyU. Ít nhất ba lần cảnh sát đã ngăn người biểu tình trốn thoát bằng cách bắn hơi cay và vòi rồng; và trong một lần, đạn cao su đã được sử dụng. Một số người biểu tình đã bị bắt khi cố gắng trốn thoát, những người khác đã đầu hàng cảnh sát. Với việc PolyU bị cảnh sát khóa chặt hoàn toàn, những người biểu tình đóng quân bên trong đã bị mắc kẹt và dần dần cạn kiệt nguồn cung cấp. Những người biểu tình ở bên ngoài đã cố gắng tấn công các dòng người của cảnh sát ở các khu vực gần khuôn viên trường để giải cứu sinh viên. Vào ngày 17 tháng 11, các nhà chức trách của Đại học Bách khoa Hồng Kông đã đưa ra một tuyên bố rằng những người biểu tình đã phá phòng thí nghiệm của trường và lấy đi các hóa chất nguy hiểm. Kể từ đó, các mối lo ngại về an toàn công cộng gia tăng khi các Đại học Trung Quốc, Đại học Bách khoa và Đại học Thành phố đều báo cáo với cảnh sát rằng một số hóa chất độc hại, ăn mòn hoặc dễ cháy và chết người đã bị lấy đi từ phòng thí nghiệm của các trường này. Đến ngày 26 tháng 11, chỉ còn một người cố thủ bên trong trường Đại học Bách khoa Hồng Kông (PolyU). Trước đó, hơn 1.000 người ở PolyU tự tìm cách ra khỏi khu học xá hoặc bị cảnh sát bắt khi tìm cách thoát ra ngoài.

### Bầu cử Hội đồng quận

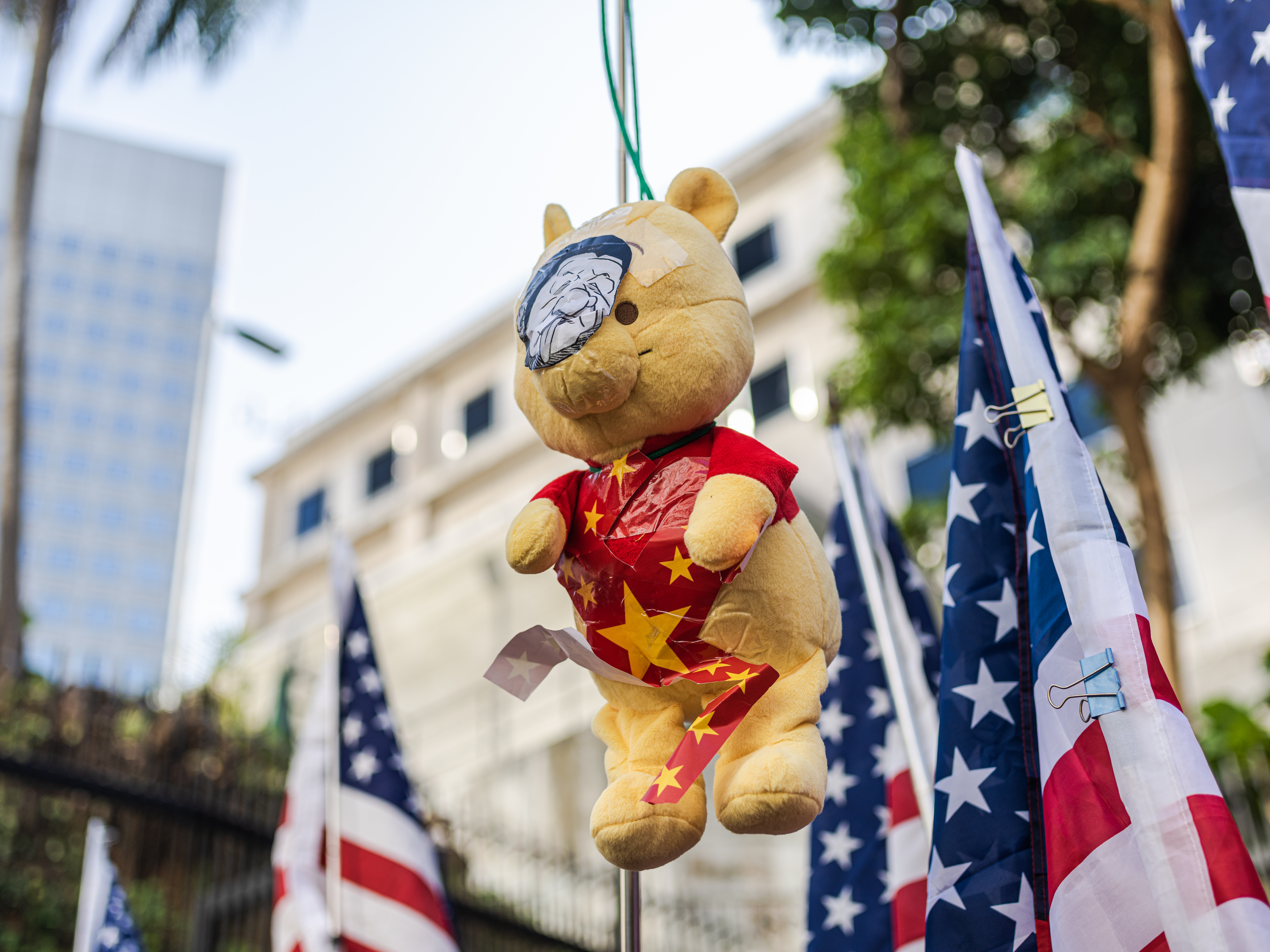
Đồ chơi Winnie the Pooh được sử dụng nhằm chế giễu Tổng bí thư Tập Cận Bình với cờ Trung Quốc được nhìn thấy ở nó, bắt đầu được người biểu tình sử dụng trong ngày 1 tháng 12

Vào ngày 1 tháng 12, hàng trăm người đã tuần hành dọc theo đường Lower Albert đến lãnh sự quán Hoa Kỳ vào ngày 1 tháng 12, để cảm ơn Tổng thống Donald Trump vì đã ký Đạo luật Nhân quyền và Dân chủ Hồng Kông, thậm chí còn có người đeo mặt nạ in hình Trump.
Trong một cuộc tuần hành được tổ chức vào ngày 8 tháng 12 năm 2019 để duy trì áp lực trên Trung Hoa đại lục, hơn 800.000 người biểu tình đã xuống đường, theo Mặt trận Nhân dân về Nhân quyền (CHRF). Trong khi đó, cảnh sát chỉ cho hay số người tham gia là 183.000 người. Cuộc biểu tình đã âm thầm ủng hộ phong trào gây ra hơn 6 tháng bất ổn trong khu vực hành chính đặc biệt bán tự trị của Trung Quốc. Đây là cuộc tuần hành lần đầu tiên của nhóm biểu tình ở Hồng Kông được phép tổ chức kể từ tháng 8.
Hai cuộc biểu tình riêng biệt, một vào ngày 11 tháng 12, cuộc biểu tình khác vào ngày 14 tháng 12, kêu gọi Vương quốc Anh chấm dứt Tuyên bố chung Trung-Anh. Điều đáng lưu ý là vào năm 2017, Bộ Ngoại giao tại Bắc Kinh tuyên bố rằng tuyên bố chung không còn có ý nghĩa thực tế và nó chỉ đơn thuần là một tài liệu lịch sử. London nhấn mạnh rằng hiệp ước vẫn còn hiệu lực - một điểm được đưa ra một lần nữa ngay sau khi các cuộc biểu tình hiện tại bắt đầu vào tháng 6, khi đó cũng yêu cầu Bắc Kinh tiếp tục tuân thủ thỏa thuận trên.
Vào ngày 22 tháng 12, khoảng 1.000 người đã ra quân đoàn kết với người Duy Ngô Nhĩ (một dân tộc thiểu số ở khu vực phía tây bắc (Trung Quốc, chủ yếu là khu tự trị Tân Cương). Cuộc biểu tình ôn hòa trở nên hỗn loạn sau khi một số người biểu tình xé cờ Trung Quốc. Cảnh sát chống bạo động sau đó xông vào tập hợp để lấy lại lá cờ, và phải đối mặt với những người biểu tình đã ném chai nhựa và các vật thể khác vào các sĩ quan. Đáp trả lại, các sĩ quan đã sử dụng bình xịt hơi cay và dùi cui.

### Cuộc biểu tình vào năm mới

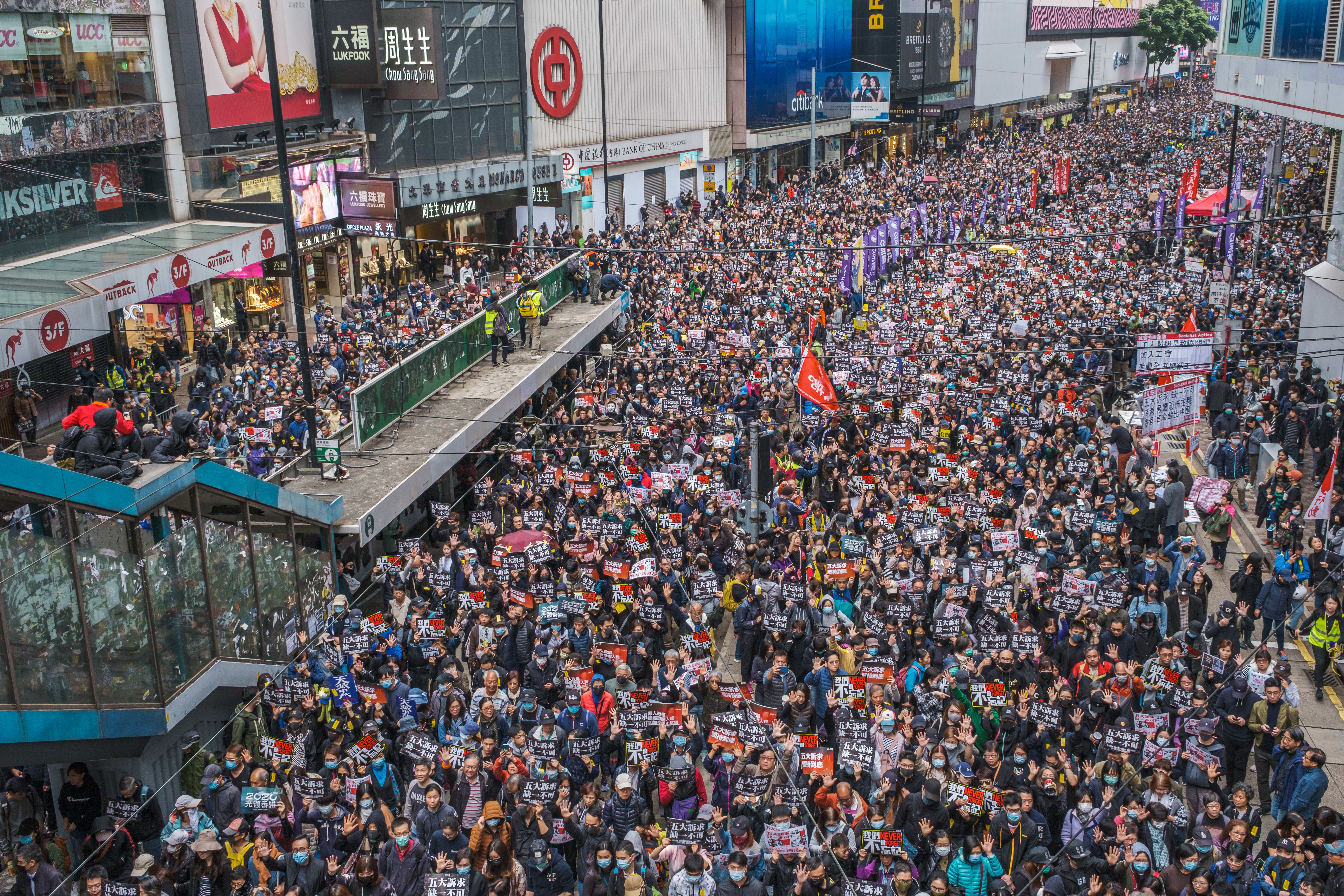
Người biểu tình tụ tập ở trên phố trong ngày đầu Năm mới

Ngày 1 tháng 1, một cuộc biểu tình gọi là "kề vai sát cánh" nhằm gây sức ép buộc chính phủ phải chấp nhận yêu cầu của người biểu tình. Hàng ngàn người tập trung tại Công viên Victoria, ban tổ chức bắt đầu diễu hành 20 phút trước khi bắt đầu 3 giờ chiều. Khi mọi người diễu hành ra khỏi Công viên Victoria, nhiều người đang chờ đợi để vào trong đó có cả gia đình có trẻ em và người già. Những người biểu tình hô vang "Năm yêu cầu, không thiếu cái nào" và "Quang phục Hương Cảng, thời đại cách mạng". Ban tổ chức tuyên bố hơn một triệu người đã tham gia cuộc biểu tình. Cảnh sát cho biết 60.000 người đã tham dự cuộc tuần hành vào lúc cao điểm. Ngày 19 tháng 1, hàng ngàn người tham gia cuộc biểu tình hợp pháp tại khu Trung Hoàn đòi phổ thông đầu phiếu, cải cách bầu cử nghị viện vào tháng 9 năm 2020, đồng thời kêu gọi cộng đồng quốc tế áp đặt lệnh cấm vận lên chính quyền đặc khu nếu yêu cầu của họ không được đáp ứng. Lực lượng Cảnh sát Hồng Kông dùng hơi cay giải tán cuộc biểu tình và ít nhất 2 cảnh sát mặc thường phục bị người biểu tình hành hung.
Ngày 26 tháng 1, một số người biểu tình mặc đồ đen, đeo khẩu trang xông vào tòa nhà ở khu Phấn Lĩnh, giáp với Trung Quốc đại lục, châm lửa bom xăng rồi chạy ra ngoài. Hàng trăm người dân đã dùng gạch và vật dụng khác để chặn con đường hướng đến tòa nhà. Họ phản đối kế hoạch chuyển đổi tòa nhà thành cơ sở cách ly giữa lúc có 6 trường hợp được xác nhận nhiễm Coronavirus mới (2019-nCoV) ở Hồng Kông.

### Khủng hoảng do dịch Covid-19

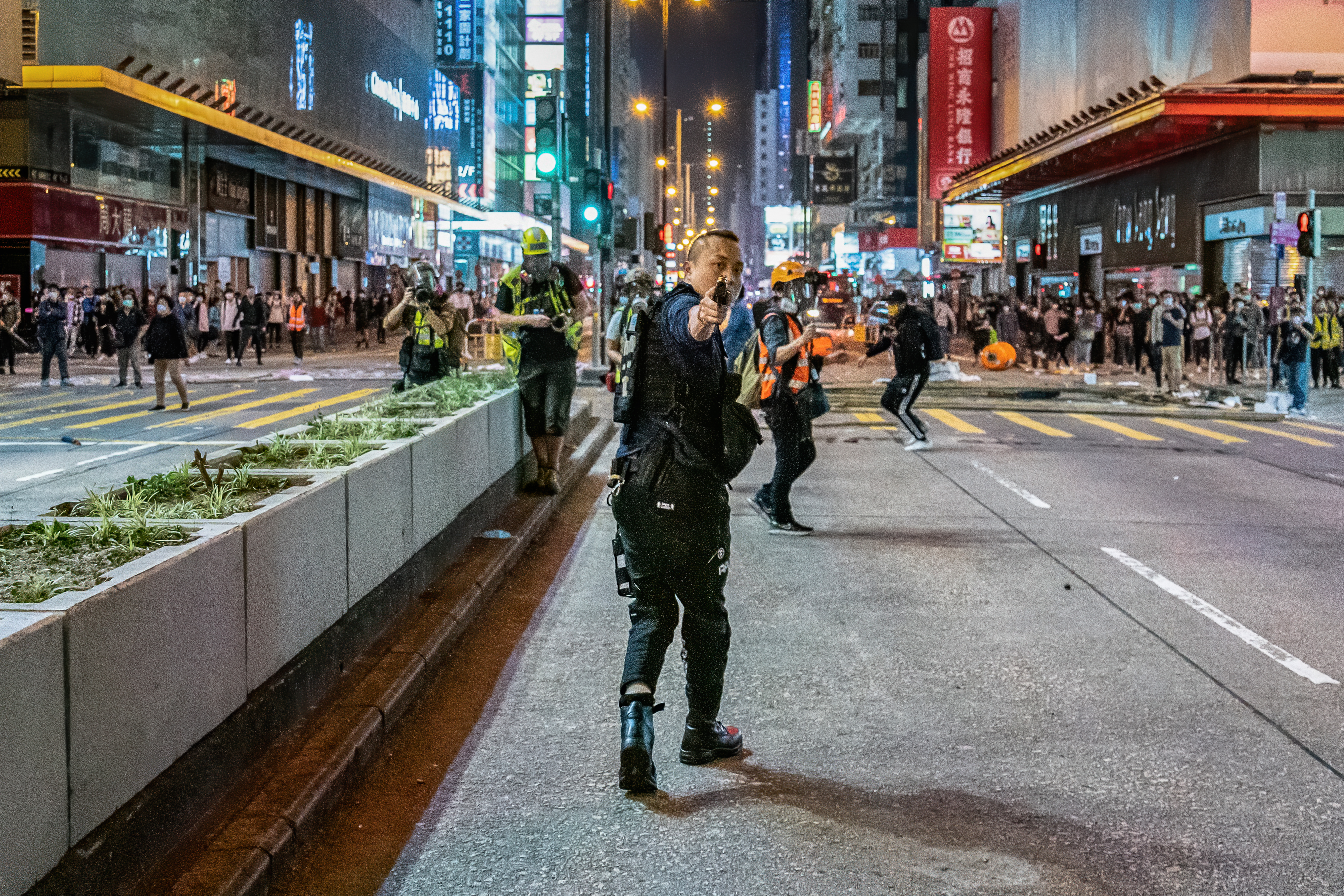
Một sĩ quan cảnh sát rút súng chĩa vào phóng viên vào ngày 29 tháng 2.

Kể từ khi dịch COVID-19 bùng phát ở Trung Quốc đại lục, số lượng các cuộc biểu tình quy mô lớn đã giảm dần do lo ngại rằng nó có thể tạo điều kiện cho sự lây lan của virus. Mặc dù vậy, các chiến thuật của phong trào dân chủ đã được áp dụng lại để gây áp lực cho chính phủ thực hiện các hành động mạnh mẽ hơn để bảo vệ sức khỏe cộng đồng của Hồng Kông. Người biểu tình đã yêu cầu tất cả du khách đại lục bị cấm vào Hồng Kông, một yêu cầu mà chính quyền của bà Lâm từ chối. Dân thường đã phản ứng tiêu cực với nỗ lực của chính phủ để thiết lập các trung tâm kiểm dịch và lâm sàng tại các khu vực gần cư dân và đã diễu hành để bày tỏ sự bất mãn hoặc chặn đường để ngăn chặn các kế hoạch của chính phủ trên toàn lãnh thổ.
Từ cuối tháng 1 đến đầu tháng 2, các thiết bị nổ tự tạo đã được tìm thấy ở nhiều địa điểm khác nhau tại Trung tâm y tế Caritas ở Trường Sa Loan, Điểm kiểm soát vịnh Thâm Quyến, trên chuyến tàu ở ga La Hồ, và bom xăng đã được ném vào bốn đồn cảnh sát và một chiếc xe của đội tuần tra, trong một làn sóng hành động về việc chính phủ không đóng cửa biên giới thành phố và cung cấp đồ bảo hộ.
Từ ngày 3 đến ngày 7 tháng 2, các nhân viên y tế (thành viên Liên minh nhân viên Cục Quản lý y viện) đã phát động một cuộc đình công để yêu cầu đóng cửa hoàn toàn biên giới với Hoa lục.
Ngày 11 tháng 5 năm 2020, Lực lượng Cảnh sát Hồng Kông xác nhận bắt giữ 230 người tham gia biểu tình trong một trung tâm thương mại và một con phố thuộc Vượng Giác vì tội tụ tập bất hợp pháp, tấn công cảnh sát

### Luật an ninh quốc gia và sự hồi sinh của các cuộc biểu tình

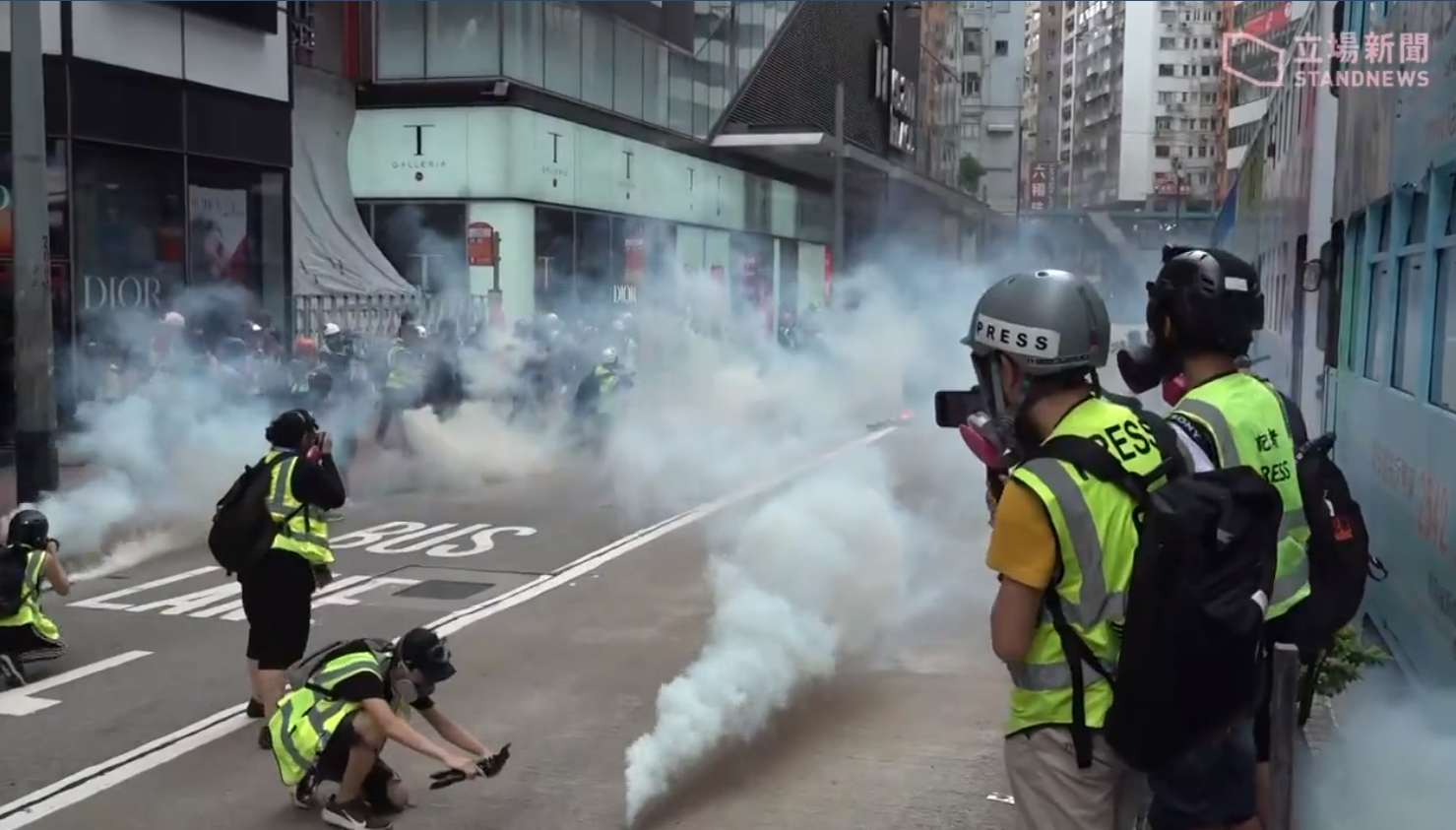
Hơi cay lần đầu tiên được sử dụng sau hai tháng vào ngày 24 tháng 5.

Vào ngày 21 tháng 5 năm 2020, truyền thông nhà nước đưa tin Ủy ban Thường vụ Đại hội Đại biểu Nhân dân Toàn quốc (NPCSC) sẽ bắt đầu soạn thảo một đạo luật mới cấm các hành vi bao gồm "ly khai, can thiệp nước ngoài, khủng bố và lật đổ chính quyền trung ương" bằng cách ban vào Phụ lục III của Luật Cơ bản Hồng Kông. Điều này có nghĩa là luật sẽ có hiệu lực thông qua việc ban hành và bỏ qua luật pháp địa phương thông qua LegCo, đó là cách một luật an ninh quốc gia nên được soạn thảo theo Điều 23. Các nhà quan sát coi đây là bước đi táo bạo nhất của Trung Quốc để đưa Hồng Kông trở lại dưới quyền kiểm soát của mình bằng cách cáo buộc đặc khu đã hạ thấp nguyên tắc "một quốc gia, hai chế độ" vi phạm các điều khoản của Tuyên bố chung Trung – Anh, và dự kiến rằng nó sẽ có tác động sâu rộng đến tự do ngôn luận của thành phố và thành quả kinh tế trong tương lai. Đáp lại quyết định của NPCSC, Ngoại trưởng Hoa Kỳ Mike Pompeo thông báo cho Quốc hội rằng Hồng Kông không còn tự trị khỏi Trung Quốc và do đó nên được coi là cùng một quốc gia trong thương mại và cũng như trong các vấn đề khác. Trong khi đó, Bộ trưởng Ngoại giao Anh, Dominic Raab tuyên bố Anh Quốc sẽ mở rộng quyền của người mang hộ chiếu Quốc gia Anh (ở nước ngoài) (BNO), bao gồm cả việc cung cấp con đường trở thành công dân nước Anh, nếu Trung Quốc thông qua Luật Bảo vệ an ninh quốc gia. Liên hiệp Anh, cùng với Úc, Canada và Hoa Kỳ cũng ban hành một tuyên bố chung bày tỏ mối quan tâm sâu sắc của họ về Luật an ninh quốc gia vào ngày 28 tháng 5. Bất chấp áp lực quốc tế, NPCSC đã thông qua Quyết định của Đại hội Đại biểu Nhân dân toàn quốc về luật an ninh quốc gia Hồng Kông vào ngày 28 tháng 5.

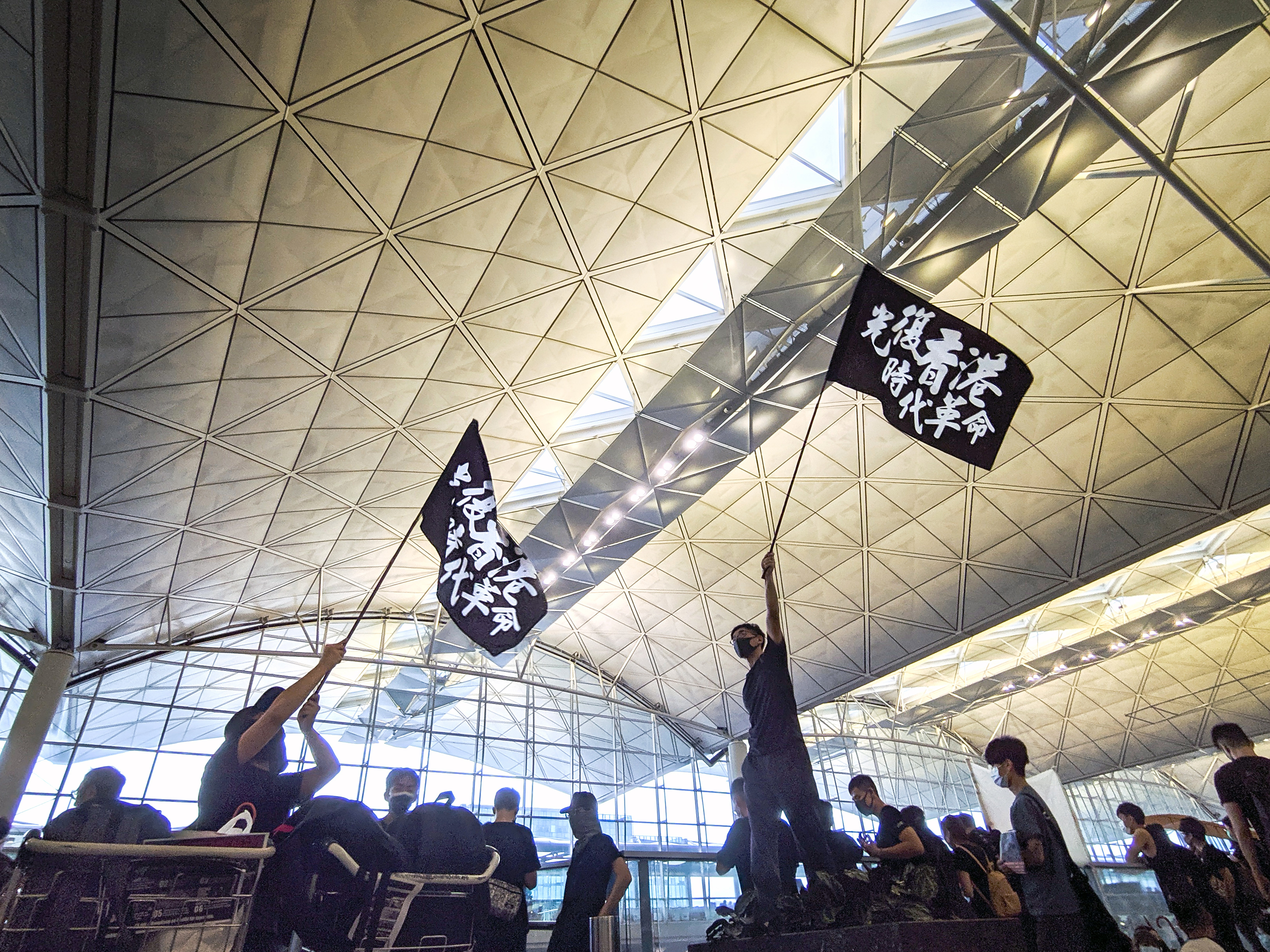
Luật an ninh quốc gia cấm công dân hô vang hay thể hiện khẩu hiệu "Quang phục Hương Cảng, thời đại cách mạng", một khẩu hiệu thường được sự dụng trong giai đoạn đầu của cuộc biểu tình.

Dự thảo đã làm dấy lên sự tranh cãi khiến các cuộc biểu tình gia tăng: cuộc tuần hành rầm rộ vào ngày 24 tháng 5 tại Đồng La Loan (Causeway Bay) là cuộc biểu tình lớn nhất kể từ khi đại dịch bùng nổ, khi dân thường trả lời các cuộc gọi trực tuyến để phản đối cả Dự luật Quốc ca và Luật an ninh quốc gia được đề xuất. Đây là lần đầu tiên sau hai tháng, cảnh sát đã triển khai hơi cay trong một nỗ lực giải tán những người biểu tình. Vào ngày 27 tháng 5, ít nhất 396 người đã bị bắt trong một cuộc biểu tình kéo dài một ngày trên khắp lãnh thổ Hồng Kông về việc đọc dự luật quốc ca cùng ngày và luật chống nổi loạn; hầu hết họ đã bị bắt giam ngay cả trước khi bất kỳ hành động biểu tình nào bắt đầu. Hàng ngàn cảnh sát vũ trang đã được triển khai để ngăn chặn cuộc biểu tình theo kế hoạch.
Vào ngày 30 tháng 6, NPCSC đã nhất trí thông qua luật an ninh quốc gia, mà không thông báo cho công chúng và các quan chức địa phương về nội dung của luật. Luật tạo ra hiệu ứng lạnh trong thành phố. Demosistō, tổ chức dân chủ từng tham gia vận động hành lang ở Hoa Kỳ để thông qua Đạo luật Nhân quyền và Dân chủ Hồng Kông và đình chỉ tình trạng thương mại đặc biệt của thành phố, thông báo họ đã quyết định giải tán và ngừng mọi hoạt động, sợ rằng họ sẽ là mục tiêu của luật mới. Cảnh sát tiếp tục sử dụng luật COVID-19, nhằm ngăn cản cuộc gặp mặt công khai, cấm cuộc biểu tình hàng năm vào ngày 1 tháng 7. Bất chấp lệnh cấm của cảnh sát, hàng ngàn người biểu tình đã xuất hiện để phản đối luật an ninh quốc gia mới được thực thi. Cảnh sát đã đáp trả bằng cách triển khai xe chở nước và hơi cay, và bắt giữ ít nhất mười người vì vi phạm an ninh quốc gia vì họ cho rằng các cá nhân trưng bày hoặc sở hữu cờ, bảng hiệu và dán điện thoại với khẩu hiệu hoặc nghệ thuật biểu tình khác đã phạm tội "lật đổ đất nước".

## Chiến thuật và phương pháp

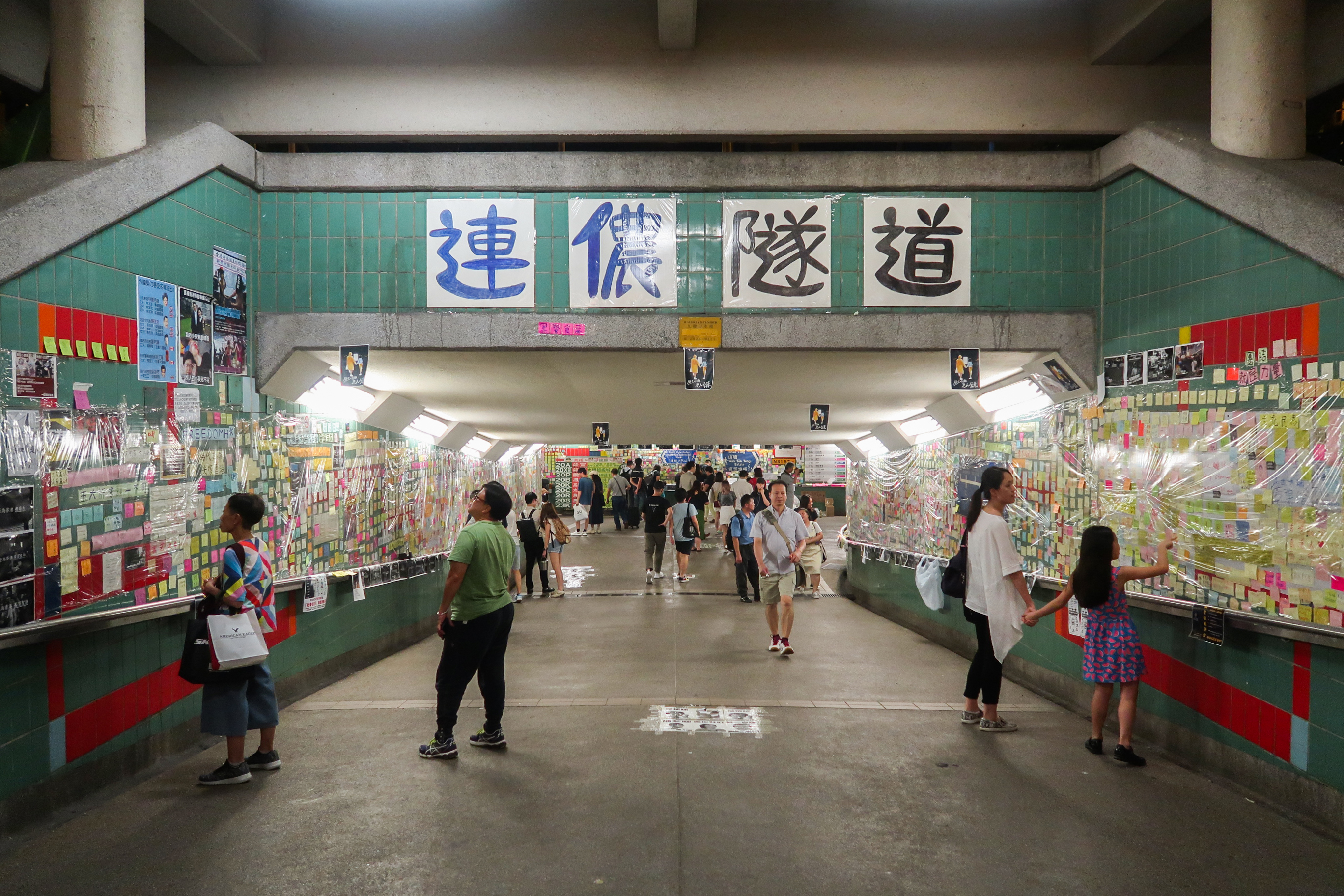
Ga tàu điện ngầm gần Tai Po Market station, có tên khác là "Lennon Tunnel"

Các cuộc biểu tình ở Hồng Kông năm 2019 phần lớn được mô tả là "không có lãnh đạo". Không có nhóm hoặc đảng chính trị nào tuyên bố lãnh đạo phong trào. Họ chủ yếu đóng vai trò hỗ trợ, chẳng hạn như nộp đơn xin Thư không phản đối từ cảnh sát hoặc hòa giải xung đột giữa người biểu tình và cảnh sát. Người biểu tình thường sử dụng LIHKG, một diễn đàn trực tuyến tương tự Reddit, Telegram, một dịch vụ nhắn tin mã hóa đầu cuối tùy chọn tương tự như Whatsapp, để truyền đạt và lên ý tưởng cho các cuộc biểu tình và đưa ra quyết định tập thể. Không giống như các cuộc biểu tình trước đây, các cuộc biểu tình năm 2019 đã được đa dạng hóa đến hơn 20 khu phố khác nhau trên khắp đảo Hồng Kông, Cửu Long và Tân Giới. Một ứng dụng di động đã được phát triển để giúp những người biểu tình báo cho nhau vị trí của cảnh sát.
Chủ yếu có hai nhóm người biểu tình, đó là "hòa bình, lý trí và không bạo lực" (和理非) và nhóm "chiến đấu" (勇武). Tuy nhiên, mặc dù có sự khác biệt trong phương pháp, cả hai nhóm đã kiềm chế không tố cáo hoặc chỉ trích nhóm kia. Nguyên tắc là "Không chia tách" (不割席), nhằm mục đích thúc đẩy sự tôn trọng lẫn nhau đối với các quan điểm khác nhau trong cùng một phong trào phản kháng.

### Nhóm hòa bình

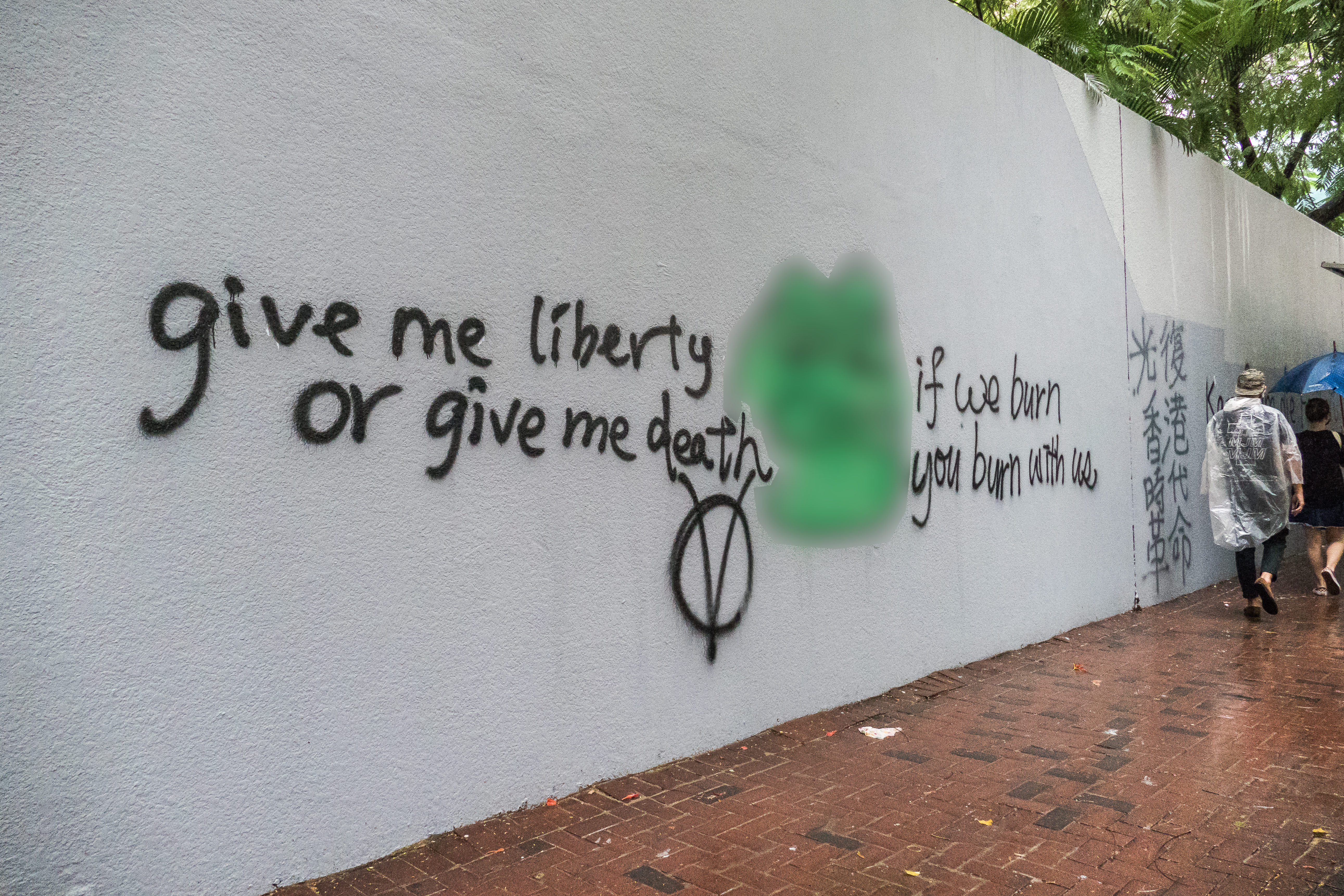
Ếch Pepe trở thành một biểu tượng của sự phản kháng trong các cuộc biểu tình. "Hãy cho tôi được tự do hoặc cho tôi chết!" ám chỉ bài phát biểu của Patrick Henry ủng hộ Cách mạng Mỹ

"Nhóm hòa bình" hô vang khẩu hiệu trong khi tuần hành và hô khẩu hiệu từ cửa sổ căn hộ của họ vào ban đêm, hát những bài hát như "Nguyện vinh quang quy Hương Cảng" trong cuộc biểu tình flash mob, và tham gia các cuộc tụ họp tôn giáo, hát thánh ca như "Sing Hallelujah to the Lord". Một số trong số họ tình nguyện làm nhân viên sơ cứu, bắt đầu tuyệt thực, tạo thành chuỗi người, bắt đầu các chiến dịch kiến nghị, tổ chức các cuộc đình công công cộng, cản trở các dịch vụ giao thông công cộng, tiến hành tẩy chay các cửa hàng và các tổ chức thân Bắc Kinh, tạo ra các tác phẩm nghệ thuật phản kháng và các tác phẩm phái sinh chế giễu cảnh sát và chính phủ, và thành lập các bức tường Lennon ở nhiều quận và khu phố khác nhau ở Hồng Kông. Một số người biểu tình ôn hòa cũng ủng hộ những người biểu tình cứng rắn bằng cách cung cấp vật tư và phục vụ như những người lái xe tình nguyện. Người biểu tình cũng đã thành lập các quỹ để giúp đỡ những người cần hỗ trợ y tế hoặc pháp lý do các cuộc biểu tình, và thiết lập các cửa hàng pop-up bán các thiết bị biểu tình giá rẻ cho những người hoạt động trẻ tuổi.
Để nâng cao nhận thức về nhu cầu của họ, một số người biểu tình cũng đã gây quỹ để đặt quảng cáo trên các tờ báo quốc tế lớn, và vẫy cờ Hồng Kông thời thuộc địa Anh, quốc kỳ Anh và Hoa Kỳ để kêu gọi hỗ trợ. Các cuộc họp báo của công dân đã được tổ chức để phát tán quan điểm riêng của người biểu tình đến công chúng và chống lại các cuộc họp báo của cảnh sát và chính phủ. Người biểu tình cũng đã cố gắng thông báo cho khách du lịch về các cuộc biểu tình ở Hồng Kông bằng cách dàn dựng các cuộc biểu tình ngồi tại sân bay quốc tế Hồng Kông và sử dụng tính năng AirDrop của thiết bị Apple để truyền bá thông tin dự luật chống dẫn độ cho khách du lịch đại chúng và đại lục. Ếch Pepe đã được sử dụng rộng rãi như một biểu tượng của sự phản kháng, và chiến dịch #Eye4HK, thể hiện sự đoàn kết đối với một phụ nữ bị cho là đã bị hỏng mắt do một viên đạn hạt đậu của cảnh sát, đã đạt được sự ủng hộ cấp quốc tế trên toàn thế giới. Bức tượng Nữ thần Dân chủ Hong Kong cũng được công dân quyên góp dựng lên để kỷ niệm các cuộc biểu tình.

### Nhóm chiến đấu
Nhóm chiến đấu, vốn là những người biểu tình cực đoan hơn, áp dụng một số chiến thuật. Chiến thuật đầu tiên là "hãy mềm mại như nước", bắt nguồn từ triết lý của Lý Tiểu Long. Người biểu tình thường di chuyển liên tục và nhanh nhẹn để cảnh sát khó đối phó hơn. Người biểu tình thường rút lui khi cảnh sát đến, mặc dù họ sẽ lại tập trung ở một nơi khác. Ngoài ra, những người biểu tình đã áp dụng phương pháp "khối đen". Họ đeo hầu hết các mặt nạ đen để bảo vệ danh tính của họ và sau đó đã đội mũ bảo hiểm và mặt nạ phòng độc để tiếp tục tự bảo vệ bản thân. Thêm vào đó, những người biểu tình đã sử dụng một loạt các phương pháp để chống lại lực lượng cảnh sát. Họ đã sử dụng các đèn laser để đánh lạc hướng các sĩ quan cảnh sát, phun sơn lên các camera giám sát và những chiếc ô chưa được bảo vệ để bảo vệ và che giấu danh tính của nhóm khi hành động.
Nhóm này tập trung đối đầu với cảnh sát, bao vây các đồn cảnh sát, thiết lập các rào chắn, đôi khi phạm tội phá hoại và đốt phá các tài sản của chính phủ, các cửa hàng thân Bắc Kinh và các trạm MTR, và tẩy xóa các biểu tượng đại diện cho Trung Quốc.

### Tranh cãi

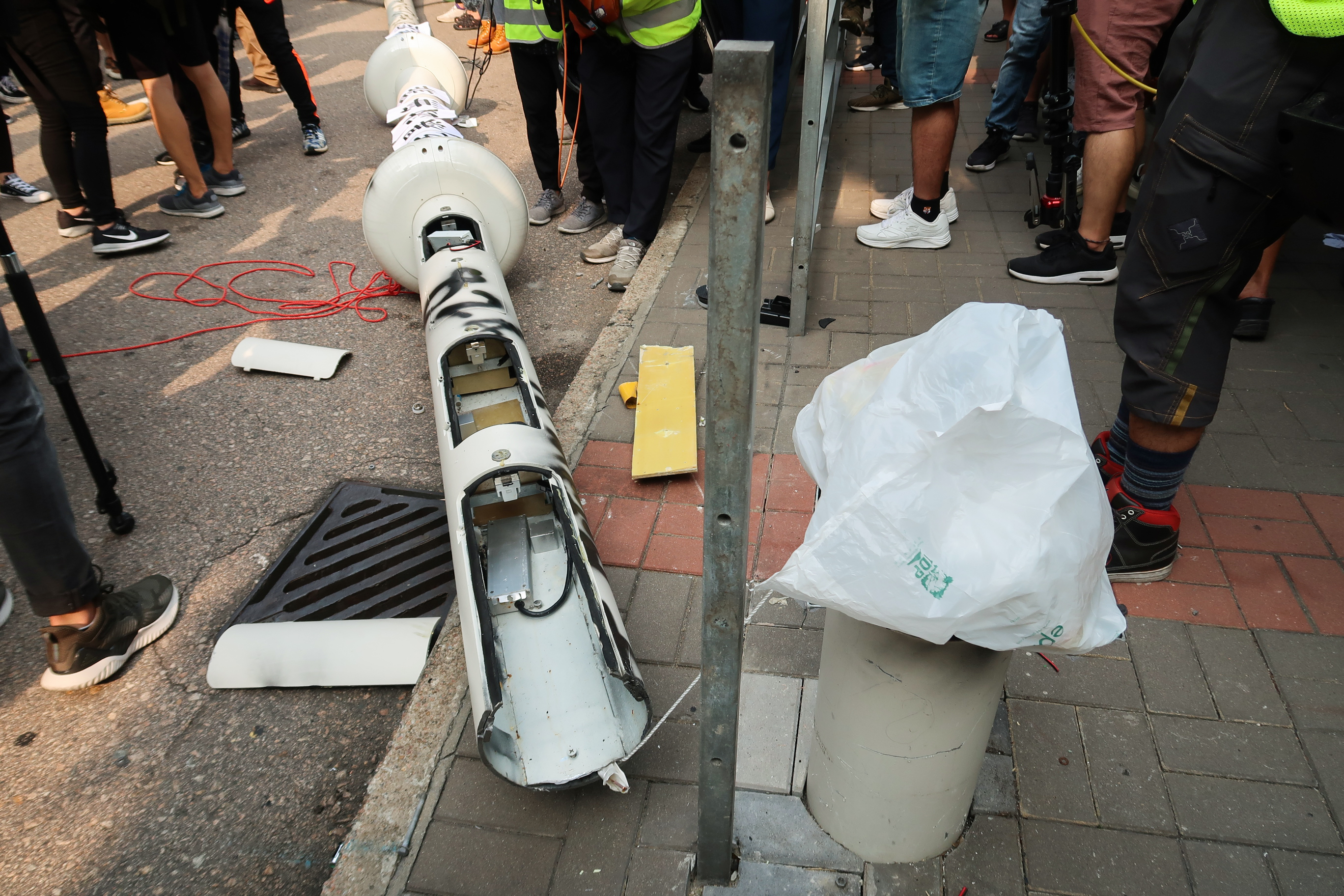
Một cột đèn giám sát được cho là được chính phủ sử dụng để giám sát công dân đã bị người biểu tình phá hủy vào ngày 24 tháng 8 năm 2019.

Bắt đầu từ tháng 8, những người biểu tình đã tăng cường sử dụng bạo lực. Người biểu tình đã đối đầu với cảnh sát bằng cách ném gạch, bom xăng, chất lỏng ăn mòn và các loại đạn khác vào cảnh sát. Do hậu quả của các cuộc đụng độ, đã có nhiều báo cáo về thương tích của cảnh sát và hành hung các sĩ quan trong suốt các cuộc biểu tình. Cảnh sát đã nhận được lệnh cấm từ tòa án để ngăn chặn người biểu tình làm hư hại các Khu vực Dịch vụ Kỷ luật và Khu vực Kết hôn của Cảnh sát. Người biểu tình đôi khi cũng có hành vi bạo lực với các nhân viên bí mật bị cáo buộc có hành động đáng ngờ, một số trong đó bị buộc tội kích động người biểu tình thực hiện các hành vi bạo lực (tiếng Trung: 捉鬼). Vụ người biểu tình tấn công phóng viên Fu Guohao, người bị những người biểu tình tại sân bay nghi ngờ là một đặc vụ đại lục vào ngày 13 tháng 8 năm 2019, được mô tả là một "thất bại" trong việc duy trì sự ủng hộ của công chúng.
60% cửa hàng Best Mart 360 đã bị phá hoại sau khi bị buộc tội có quan hệ với "các băng đảng Phúc Kiến" mà đã đụng độ với người biểu tình. Công ty đã bác bỏ cáo buộc này. Các tập đoàn được cho là thân Bắc Kinh như Maxim's Caterers và các công ty Trung Quốc như Ngân hàng Trung Quốc cũng bị phá hoại hoặc phun sơn. Cụ thể, các cửa hàng do Maxim điều hành, bao gồm Starbucks, đã bị nhắm đến sau khi con gái của người sáng lập công ty lên án những người biểu tình tại Hội đồng Nhân quyền Liên Hợp Quốc ở Geneva. Người biểu tình cũng tấn công bạo lực tại các địa điểm biểu tượng của chính phủ bằng cách xông vào khu phức hợp Hội đồng Lập pháp và phá hoại các văn phòng chính phủ và văn phòng của các nhà lập pháp ủng hộ Bắc Kinh. Một số lượng lớn các trạm MTR đã bị phá hoại và bị đốt phá, và kể từ ngày 4 tháng 10 năm 2019, 83 trong số 94 trạm đường sắt đã bị phá hoại. MTR đã trở thành mục tiêu phá hoại của những người biểu tình sau khi họ đóng cửa bốn trạm trước một cuộc biểu tình hợp pháp, có thẩm quyền sau khi bị truyền thông Trung Quốc gây áp lực.

## Tử vong

### Tự tử

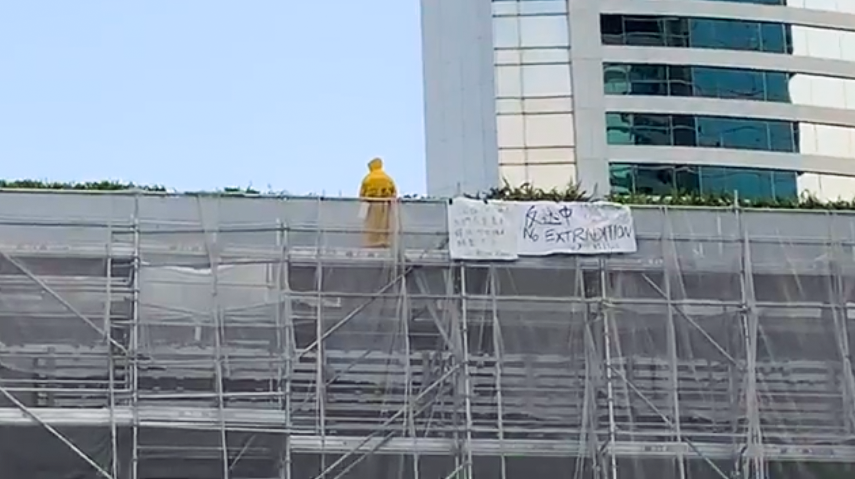
Lương Lăng Kiệt trên giàn giáo tại Pacific Place trước khi rơi xuống và chết vào ngày 15 tháng 6 năm 2019.

Theo một bài báo của The Guardian ngày 22 tháng 10 năm 2019, "những người biểu tình đã theo dõi ít nhất chín trường hợp tự tử dường như có liên quan trực tiếp đến các cuộc biểu tình" kể từ tháng Sáu. Trong năm trường hợp sau, các nạn nhân đã để lại một lá thư tuyệt mệnh, liên quan đến các cuộc biểu tình, và ba trường hợp được quy cho các sự kiện sau dự luật dẫn độ. Một ghi chú thậm chí còn tuyên bố: "Những gì Hồng Kông cần là một cuộc cách mạng".
Người đầu tiên tự sát vào ngày 15 tháng 6, khi Lương Lăng Kiệt, 35 tuổi trèo lên bục cao trên tầng thượng của Pacific Place, một trung tâm mua sắm ở Kim Chung lúc 4:30 chiều. Mặc chiếc áo mưa màu vàng có dòng chữ "Cảnh sát tàn bạo là kẻ máu lạnh" và "Lâm Trịnh Nguyệt Nga đang giết chết Hồng Kông" bằng tiếng Trung viết trên lưng, anh ta treo một biểu ngữ trên giàn giáo với nhiều khẩu hiệu chống dẫn độ. Sau năm giờ bế tắc, trong thời gian đó, các sĩ quan cảnh sát và nhà lập pháp của Đảng Dân chủ Quảng Tuấn Vũ đã cố gắng nói chuyện với anh ta, Lương đã ngã xuống đất, rồi chết do mất một chiếc đệm bơm hơi do lính cứu hỏa dựng lên.
Một khu tưởng niệm xuất hiện tại hiện trường ngay sau đó; Ngải Vị Vị đã chia sẻ tin tức trên nguồn cấp dữ liệu Instagram của mình, trong khi người châm biếm Trung Quốc Ba Đâu Thảo vinh danh anh bằng một bộ phim hoạt hình. Vào thứ năm ngày 11 tháng 7, một buổi cầu nguyện khác đã được tổ chức, trong đó hàng ngàn người đã quay lại để lại những bông hoa hướng dương tại khu tưởng niệm. Các nghệ sĩ ở Praha cũng đã vinh danh sự kiện này và vẽ một đài tưởng niệm trên Bức tường Lennon ở Cộng hòa Séc, mô tả một chiếc áo mưa màu vàng cùng với những lời chúc tốt đẹp.

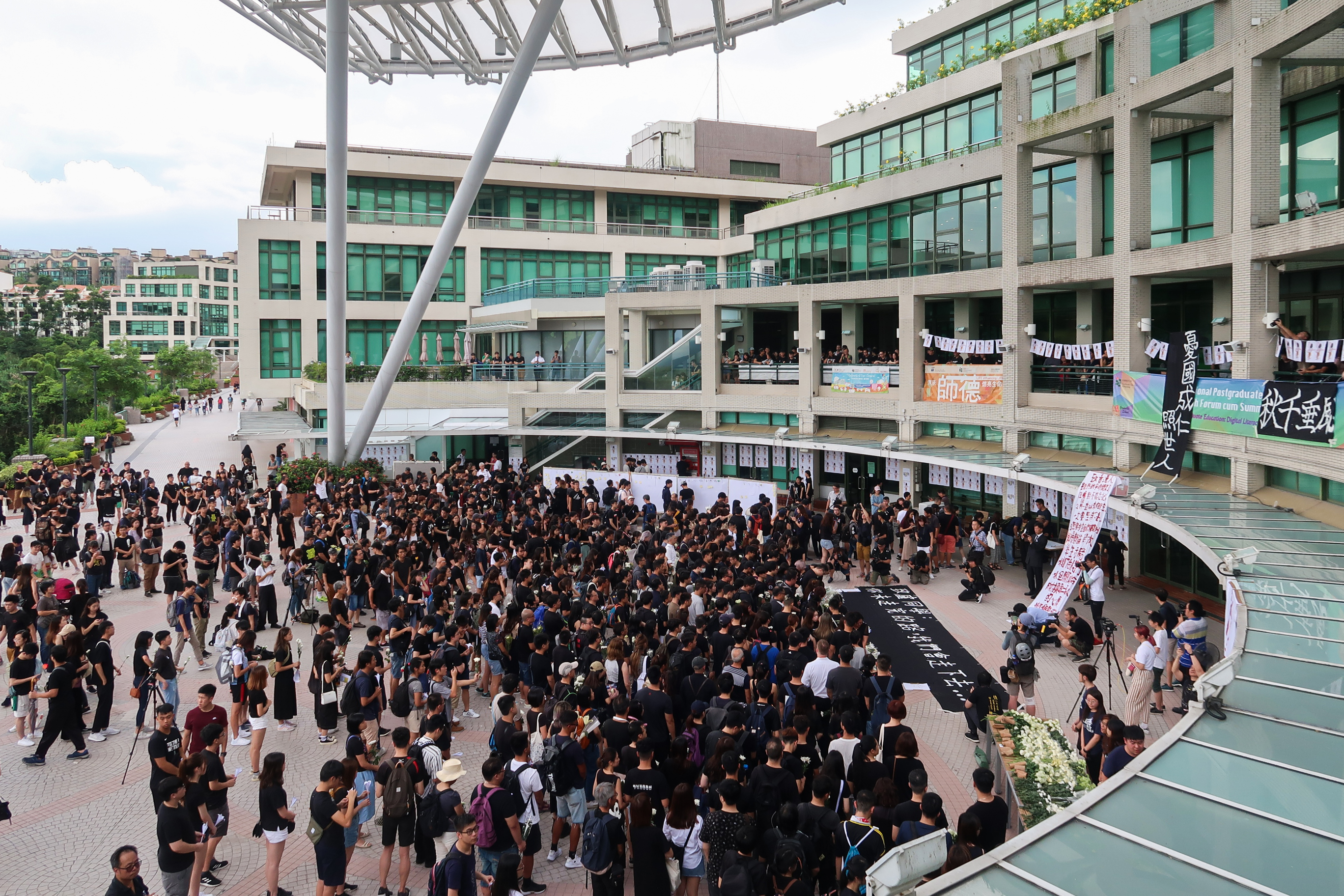
Tưởng niệm Lư Hiển Nhân tại Đại học Giáo dục Hồng Kông ngày 30 tháng 6 năm 2019

Một sinh viên 21 tuổi của Đại học Giáo dục Hồng Kông, Lư Hiển Nhân, đã tự sát bằng cách rơi từ toà nhà Gia Phúc ở Phấn Lãnh vào ngày 29 tháng 6. Cô đã để lại hai lời nhắn được viết trên tường cầu thang bằng bút đánh dấu màu đỏ và đăng tải ảnh ghi chú của mình lên Instagram. Một vụ tự tử thứ ba xảy ra vào ngày hôm sau khi một phụ nữ 29 tuổi, Ổ Hạch Nhân, nhảy từ Trung tâm tài chính quốc tế. Vào ngày 4 tháng 7, một phụ nữ tên Mạch Tiểu Thư 28 tuổi đã chết sau khi nhảy ra khỏi một tòa nhà ở Trường Sa Loan. Một vụ tự tử thứ năm xảy ra vào ngày 22 tháng 7, một người đàn ông 26 tuổi họ Phạm đã chết sau khi nhảy khỏi tòa nhà Cypress House, làng Quảng Nguyên sau khi cãi vã với cha mẹ về lập trường chính trị của mình và bị đuổi ra khỏi nhà. Hàng xóm của Phạm để lại hoa gần nhà của anh.

### Trong các cuộc đụng độ

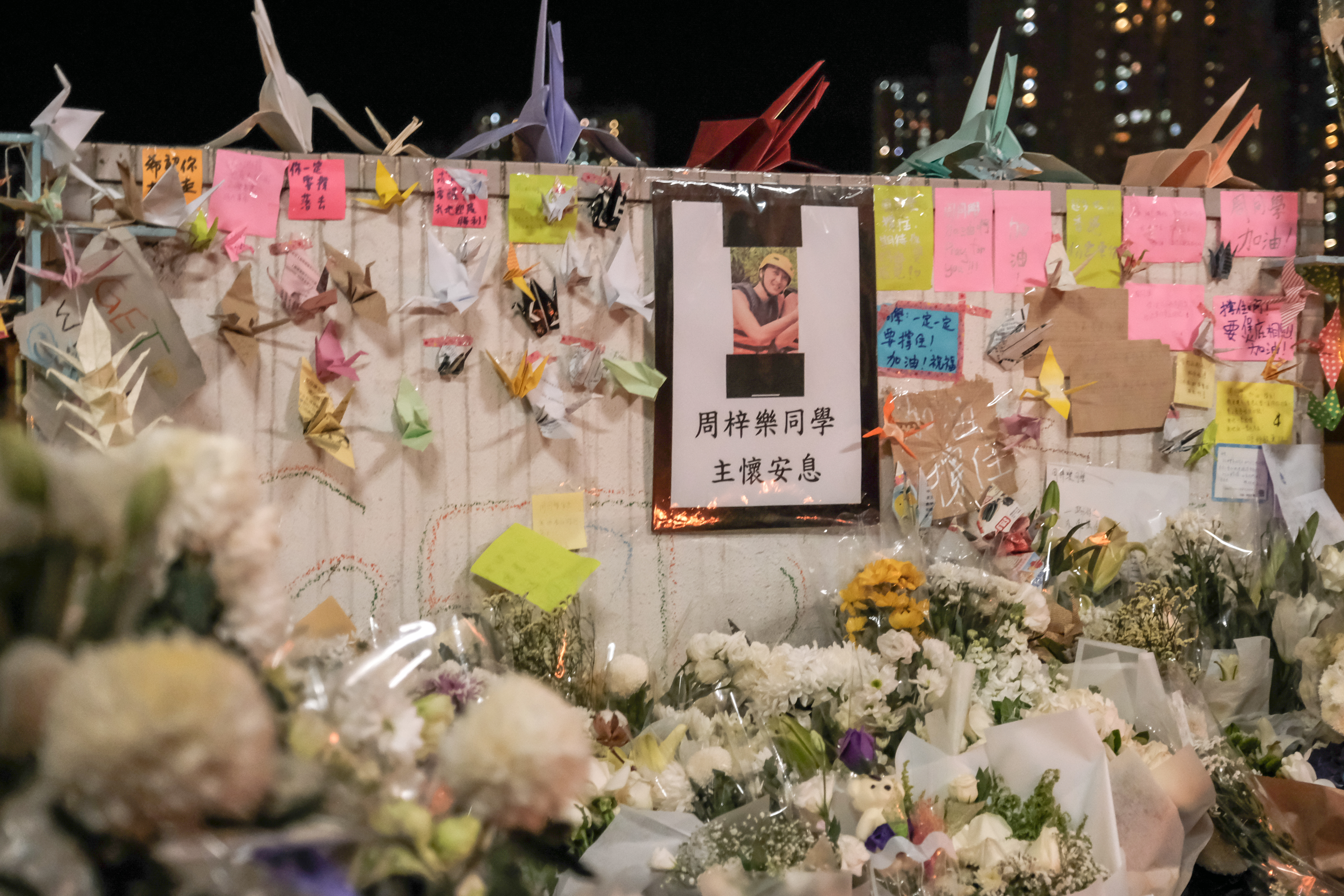
Những người tham dự đám tang đặt hoa và origami tại địa điểm nơi Châu Tử Lạc ngã.

Một sinh viên 22 tuổi của Đại học Khoa học và Công nghệ Hồng Kông tên Châu Tử Lạc (Alex Chow Tsz-Lok) đã rơi từ tầng 3 xuống tầng 2 của một bãi đậu xe nhiều tầng ở Sheung Tak Estate, Tương Quân Áo trong một hoạt động giải tán người biểu tình của cảnh sát vào ngày 4 tháng 11 năm 2019, bao gồm việc bắn hơi cay vào tòa nhà Châu đã ở. Những người biểu tình tuyên bố rằng anh ta đang chạy trốn khỏi hơi cay, nhưng đoạn video từ camera quan sát cho thấy một người đàn ông có ngoại hình và quần áo tương tự Châu được nhìn thấy đang đi dạo quanh bãi đậu xe trước khi anh ta ngã. Anh ta vẫn trong tình trạng nguy kịch trong vài ngày trước khi qua đời vì ngừng tim vào ngày 8 tháng 11 năm 2019. Nguyên nhân khiến anh ta bị ngã vẫn chưa được biết, nhưng trong khi cảnh sát tuyên bố rằng anh ta đã vô tình ngã xuống, những người biểu tình cáo buộc cảnh sát đẩy anh ta rơi ngã. Người biểu tình cáo buộc cảnh sát cố tình cản trở xe cứu thương tiếp cận Châu, dẫn đến sự chậm trễ trong điều trị, nhưng cảnh sát đã bác bỏ cáo buộc này. Tổ chức Ân xá Quốc tế kể từ đó đã yêu cầu chính phủ điều tra kỹ lưỡng nguyên nhân cái chết của Châu Tử Lạc. Cái chết của Châu đã trở thành vụ tử vong đầu tiên liên quan đến cảnh các cảnh sát khi đụng độ với người biểu tình. Sau khi xem lại các cảnh quay từ hơn 30 camera được cung cấp bởi Link REIT, các nhà điều tra đã loại trừ rằng Châu đã bị cảnh sát đẩy khi lực lượng này vào bãi đậu xe sau khung thời gian có thể rơi, bị trúng đạn đậu hoặc đạn cao su bởi cảnh sát vì khoảng cách quá xa để đến được với anh ta, hoặc bị ngã do hơi cay vì không có khói bao trùm khu vực và không có người nào bị ảnh hưởng bởi hơi cay trong khu vực.
Vào ngày 14 tháng 11 năm 2019, một cụ ông 70 tuổi đã chết vì chấn thương đầu một ngày sau khi bị đập vào đầu bởi một viên gạch ném bởi một người biểu tình. Vào ngày 13 tháng 11 năm 2019, tại Thượng Thủy, một cuộc đụng độ dữ dội đã nổ ra giữa một nhóm người biểu tình và một nhóm cư dân địa phương, và cả hai nhóm đều ném gạch vào nhau. Cuộc đụng độ giữa hai nhóm bắt đầu khi một nhóm người dân địa phương đang dọn gạch khỏi đường phố và những người biểu tình đang cố gắng ngăn chặn điều này. Theo cảnh sát, đoạn video cho thấy ông không tham gia vào cuộc đối đầu, đã sử dụng điện thoại di động của mình để ghi lại cuộc xung đột trong khu vực đó, nhưng đã bị một viên gạch ném vào đầu bởi một người biểu tình mặc áo đen. Nạn nhân ngã xuống đất và vẫn trong tình trạng bất tỉnh sau cú ném. Ông được xác định là một nhân viên của Cục Vệ sinh Môi trường và Thực phẩm. Cảnh sát tuyên bố rằng đã xác định được một số nghi phạm và các cuộc điều tra đang diễn ra. Cảnh sát phân loại cái chết của ông là một vụ án giết người vì họ tin rằng kẻ tấn công "độc ác [và] cố tình" thực hiện hành vi này.

## Cáo buộc cảnh sát

Vòi rồng nhuộm màu xanh được bắn vào người biểu tình.

Một số người đã khóc và gào thét sau khi bị cảnh sát tấn công tại nhà ga Thái Tử.

Trong các cuộc biểu tình, lực lượng cảnh sát Hồng Kông đã bị buộc tội vì nhiều hành vi sai trái. Hội đồng Khiếu nại Cảnh sát Độc lập (IPCC) đã mở các cuộc điều tra về các hành vi sai trái của cảnh sát trong các cuộc biểu tình, nhưng những người biểu tình kêu gọi thành lập một ủy ban điều tra độc lập, vì trong các cuộc điều tra chủ yếu là các thành viên của IPCC. Lâm Trịnh Nguyệt Nga đã từ chối yêu cầu này và đã tuyên bố rằng bà sẽ không "phản bội" lực lượng cảnh sát.

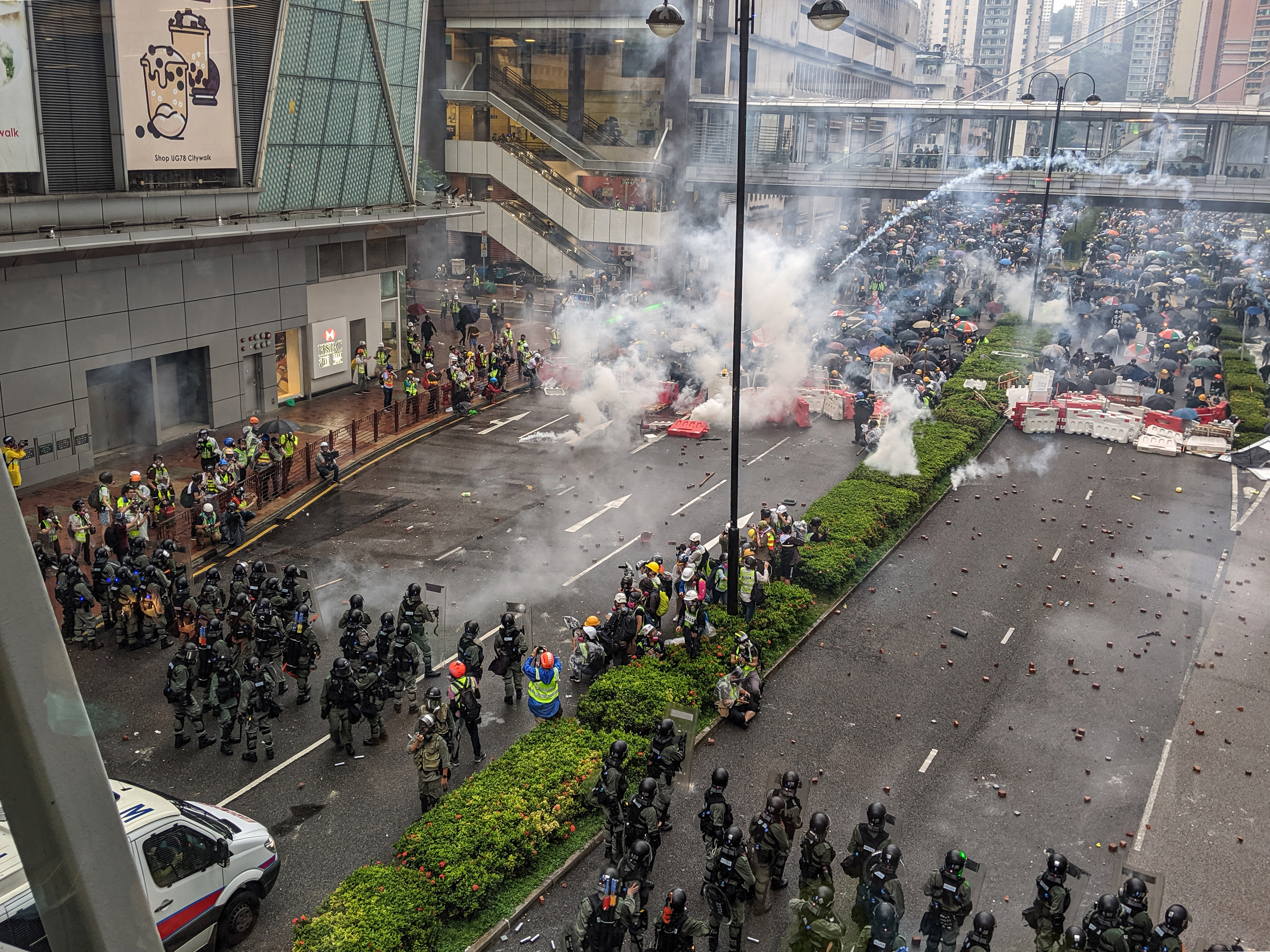
Bế tắc giữa người biểu tình và cảnh sát tại đường Dương Ốc

Cảnh sát Hồng Kông bị buộc tội sử dụng vũ lực quá mức, chẳng hạn như sử dụng đạn cao su một cách nguy hiểm bằng cách nhắm theo chiều ngang, nhắm vào đầu và xoắn vào người biểu tình. Việc sử dụng các túi tròn bằng hạt đậu được cho là đã phá vỡ mắt của một người biểu tình, và việc cảnh sát sử dụng các viên đạn hạt tiêu trong nhà ga Thái Cổ được mô tả là "bắn súng theo kiểu hành quyết". Cảnh sát nhấn mạnh rằng việc sử dụng nó phù hợp với tiêu chuẩn quốc tế và thương tích của người biểu tình không phải do cảnh sát gây ra. Việc sử dụng hơi cay của cảnh sát cũng bị chỉ trích vì vi phạm các nguyên tắc an toàn quốc tế, vì cảnh sát được phát hiện sử dụng nó như một vũ khí tấn công, bắn ở trong nhà, và sử dụng hơi cay đã hết hạn, có thể giải phóng khí độc như phosgene và xyanua khi đốt theo các học giả. Việc sử dụng nó trong các khu dân cư đông dân cũng thu hút những lời chỉ trích từ các cư dân bị ảnh hưởng. Một số người ngoài cuộc bị cuốn vào các cuộc biểu tình đã bị các sĩ quan đánh đập hoặc đá, và hoạt động tại New Town Plaza, ga Nguyên Lãng, trạm Thái Cổ, trạm Quỳ Phương và trạm Thái tử, nơi đội STS tấn công những người đi làm trên một chuyến tàu, được cho là coi thường sự an toàn của công chúng bởi những người biểu tình và những người ủng hộ dân chủ.

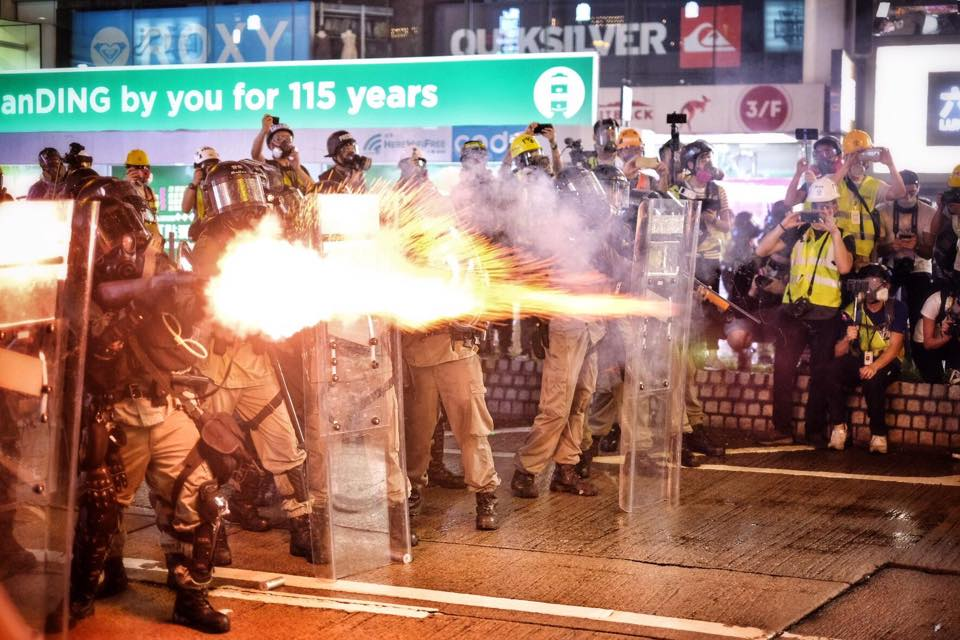
Một sĩ quan cảnh sát bắn các hộp hơi cay vào ngày 31 tháng 8 năm 2019.

Việc ngăn chặn những người biểu tình trong các cuộc biểu tình ở Sa Điền, các hoạt động bên trong các khu vực tư nhân, việc triển khai các sĩ quan bí mật, nghi ngờ giả mạo bằng chứng, từ chối sơ cứu đối với những người bị thương, và cách cảnh sát hiển thị các dấu hiệu cảnh báo của họ  cũng gây tranh cãi. Vì một số sĩ quan cảnh sát đã không mặc đồng phục có số nhận dạng hoặc không đeo thẻ cảnh sát, rất khó để công dân nộp đơn khiếu nại. Cảnh sát cũng bị buộc tội sử dụng vũ lực quá mức đối với những người bị bắt đã bị khuất phục. Có những báo cáo cáo buộc cảnh sát ngược đãi và lạm dụng tình dục những người bị giam giữ. Một người biểu tình đã lộ đáy quần của cô ấy trong khi bị bắt. Một số tù nhân báo cáo rằng cảnh sát đã từ chối họ tiếp cận với luật sư

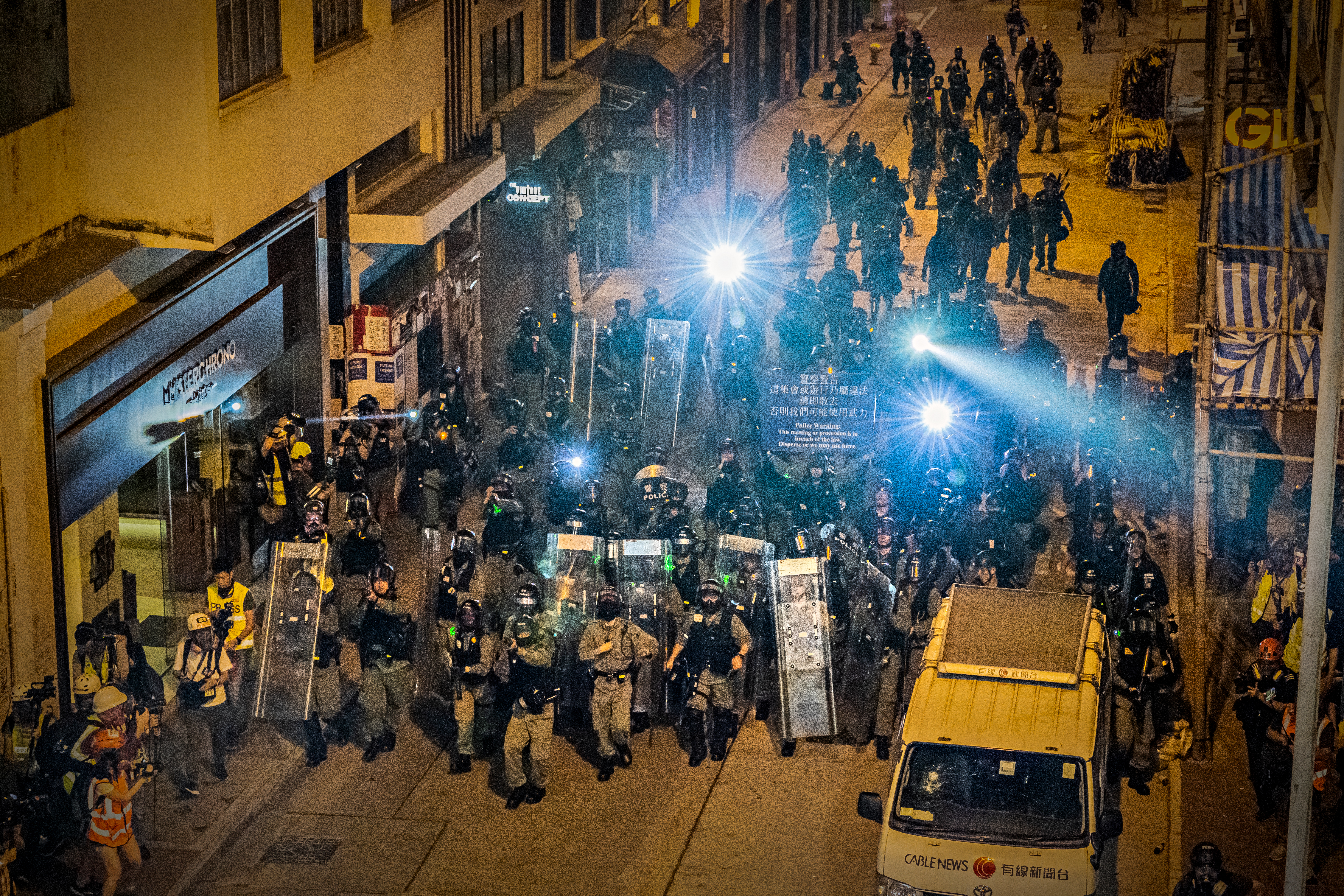
Cảnh sát gần Lan Quế Phường, Trung Hoàn vào ngày 31 tháng 10 năm 2019. Cảnh sát bị buộc tội cản trở các phóng viên chụp ảnh bằng cách chiếu đèn pin vào họ

Cảnh sát bị buộc tội can thiệp vào tự do báo chí, làm bị thương các nhà báo và cản trở họ trong các cuộc biểu tình khác nhau. Cảnh sát cũng bị buộc tội truyền bá khủng bố trắng bằng cách tiến hành bắt giữ tại bệnh viện, cấm một số yêu cầu biểu tình, và bắt giữ nhiều nhà hoạt động và nhà lập pháp cấp cao. Sự không hành động của lực lượng cảnh sát khi người biểu tình xông vào Tổ hợp Hội đồng Lập pháp được coi là một chiến thuật gây chia rẽ. Phản ứng chậm chạp đối với cuộc đụng độ Nguyên Lãng và Bắc Giác đã làm dấy lên những cáo buộc rằng cảnh sát đã thông đồng với các thành viên của Hội Tam Hoàng. Một số luật sư đã chỉ ra rằng việc họ từ chối giúp đỡ các nạn nhân khi họ đóng cổng các đồn cảnh sát gần đó trong vụ đụng độ có thể là một hành vi sai trái trong văn phòng công cộng. Cảnh sát đã phủ nhận tất cả những lời buộc tội này.
Hành vi cá nhân của một số sĩ quan cũng bị chỉ trích. Một số sĩ quan mặc đồng phục đã sử dụng ngôn ngữ hôi để quấy rối người biểu tình và nhà báo, và một số sĩ quan bị buộc tội khiêu khích người biểu tình. Hiệp hội các sĩ quan cảnh sát cơ sở cũng sử dụng thuật ngữ "gián" để mô tả những người biểu tình cực đoan - cách sử dụng đã gây tranh cãi trong lịch sử, được sử dụng để mô tả những người bị coi là thấp kém trong cả Thế chiến II và nạn diệt chủng Rwanda.
Sau những cáo buộc về hành vi sai trái này, một cuộc thăm dò của Viện nghiên cứu ý kiến công cộng Hồng Kông vào tháng 8 cho thấy điểm hài lòng đối với cảnh sát giảm xuống 39,4 trên 100, mức thấp nhất kể từ khi cuộc thăm dò được bắt đầu vào năm 2012. Theo một số báo cáo, cảnh sát đã trở thành một biểu tượng đại diện cho sự thù địch và đàn áp và hành động của cảnh sát đối với người biểu tình đã dẫn đến sự đổ vỡ niềm tin của công dân đối với Lực lượng. Đối với cảnh sát, một số sĩ quan cấp thấp báo cáo cảm thấy "lạc lõng và bối rối", với lý do "thiếu khả năng lãnh đạo" trong những thời điểm quan trọng. Một số sĩ quan cũng cảm thấy rằng chính phủ đã không hỗ trợ họ đầy đủ. Một công đoàn đại diện cho các sĩ quan cảnh sát cơ sở đã yêu cầu lực lượng cảnh sát không triển khai vào "tình huống nguy hiểm trừ khi quản lý có niềm tin vào các điều kiện" và đã hủy bỏ tuần tra đi bộ vì sợ rằng họ có thể bị tấn công và thực tế là nhân lực của cảnh sát đã bị tấn công kéo dài mỏng bởi cuộc biểu tình đang diễn ra.

## Phản ứng

### Chính phủ Hồng Kông

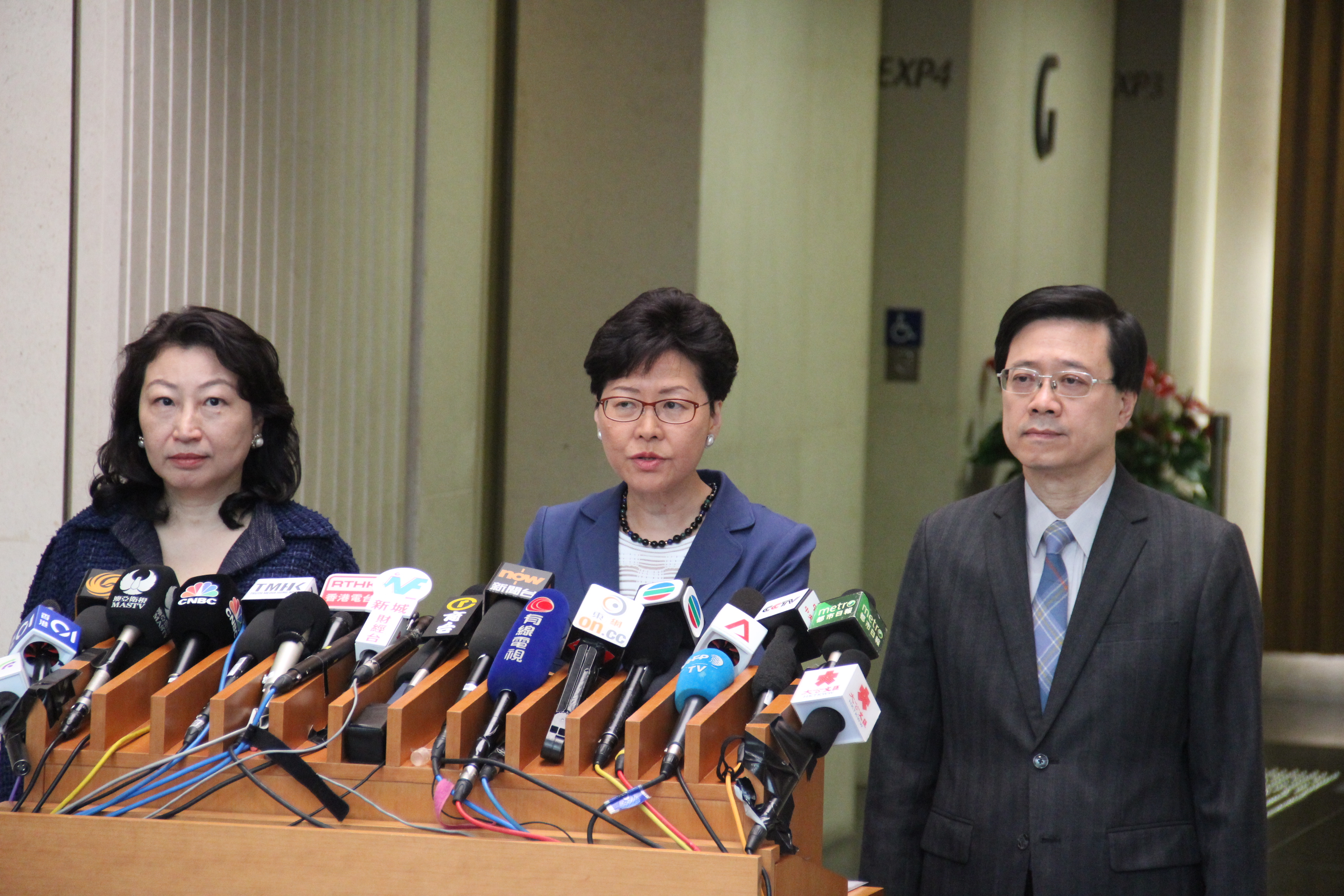
Đặc khu trưởng Hồng Kông Lâm Trịnh Nguyệt Nga tại cuộc họp báo với Bộ trưởng Tư pháp Trịnh Nhã Hoa và Bộ trưởng An ninh Lý Gia Siêu một ngày sau cuộc biểu tình rầm rộ vào ngày 10 tháng sáu.

Chính phủ ban đầu đã thực hiện một cách tiếp cận cứng rắn đối với người biểu tình và từ chối rút dự luật bất chấp những chỉ trích từ các chính trị gia Hồng Kông, Đài Loan và các đặc phái viên nước ngoài. Lâm Trịnh Nguyệt Nga tiếp tục đẩy mạnh việc đọc dự luật lần thứ hai mặc dù cuộc biểu tình rầm rộ đã thu hút 1 triệu người, và nói rằng chính phủ đã "chịu trách nhiệm" sửa đổi luật. Sau cuộc xung đột ngày 12 tháng 6, cả Ủy viên cảnh sát Lư Vĩ Thông và Lâm đều mô tả cuộc xung đột là "bạo loạn". Cảnh sát sau đó đã ủng hộ tuyên bố này, nói rằng trong số những người biểu tình, chỉ có năm người trong số họ nổi loạn. Người biểu tình kể từ đó đã yêu cầu chính phủ rút lại hoàn toàn đặc tính bạo loạn của cuộc biểu tình. Sự tương đồng của bà với tư cách là mẹ của người dân Hồng Kông đã thu hút những lời chỉ trích sau cuộc đàn áp dữ dội vào ngày 12 tháng sáu.
Lâm tuyên bố đình chỉ dự luật vào ngày 15 tháng 6, mặc dù bà nhấn mạnh rằng việc biện minh cho việc sửa đổi dự luật là "đúng đắn". Bà đã chính thức xin lỗi công chúng vào ngày 16 tháng 6 sau một cuộc tuần hành thu hút được 339.000 người vào lúc cao điểm theo cảnh sát, hoặc 2 triệu người theo tuyên bố của ban tổ chức. Đầu tháng 7, Lâm nhắc lại rằng dự luật đã "chết" và tái khẳng định rằng mọi nỗ lực sửa đổi luật đã chấm dứt, mặc dù việc sử dụng từ ngữ của bà được cho là mơ hồ. Trong tháng 7 và tháng 8, chính phủ khẳng định sẽ không nhượng bộ, và Lâm vẫn có thể lãnh đạo chính phủ mặc dù có các cuộc gọi yêu cầu cô từ chức. Đối với yêu cầu thành lập một ủy ban độc lập để điều tra hành vi sai trái của cảnh sát, bà nhấn mạnh rằng cơ chế hiện có, Hội đồng Khiếu nại Cảnh sát Độc lập (IPCC) là đủ.
Sau khi lên án những người biểu tình đã xông vào cơ quan lập pháp vào ngày 1 tháng 7 vì "sử dụng bạo lực cực đoan" và bôi nhọ quốc huy Trung Quốc trong cuộc biểu tình ngày 21 tháng 7, Lâm đề nghị vào đầu tháng 8 rằng các cuộc biểu tình đã bị trật khỏi mục đích ban đầu của họ và mục tiêu của nó là thách thức chủ quyền của Trung Quốc và gây phá hoại "Một quốc gia, hai chế độ". Bà cho rằng những người biểu tình cực đoan đã kéo Hồng Kông đến "điểm không thể quay lại" và họ "không có quyền lợi trong xã hội", một nhận xét nhận được sự chỉ trích từ một số công chức. Bà cũng nhấn mạnh rằng chính phủ thay vào đó sẽ tập trung vào việc cải thiện nền kinh tế của thành phố và chuẩn bị các biện pháp giúp đỡ các doanh nghiệp ở Hồng Kông do "suy thoái kinh tế" sắp xảy ra.
Sau một cuộc biểu tình vào ngày 18 tháng 8 với sự tham gia của hơn 1,7 triệu người, Lâm tuyên bố rằng sẽ tạo ra các nền tảng để đối thoại nhưng tiếp tục từ chối năm yêu cầu cốt lõi. Vào ngày 4 tháng 9, Lâm tuyên bố rằng bà sẽ chính thức rút dự luật dẫn độ. Bà cũng tuyên bố rằng sẽ giới thiệu các biện pháp như giới thiệu thành viên mới cho IPCC, tham gia đối thoại ở cấp độ cộng đồng và mời các học giả đánh giá các vấn đề sâu xa của Hồng Kông. Tuy nhiên, những người biểu tình và dân chủ trước đây đã bày tỏ rằng một sự nhượng bộ một phần sẽ không được chấp nhận và khẳng định rằng tất cả năm yêu cầu cốt lõi phải được đáp ứng. Sự nhượng bộ của bà được mô tả là "quá ít, quá muộn", vì các cuộc xung đột sẽ không leo thang nếu bà rút dự luật trong giai đoạn đầu của cuộc biểu tình.
Vào ngày 5 tháng 10, sau khi Lam nói về "bạo lực cực độ" đang diễn ra, một luật khẩn cấp đã được ban hành để cấm đeo mặt nạ ở Hồng Kông - mà không tuyên bố tình trạng khẩn cấp - đã gây ra sự chỉ trích từ các tổ chức nhân quyền khác nhau. Tất cả các nhà lập pháp ủng hộ ngoại trừ Michael Tien và Felix Chung đều ủng hộ luật chống mặt nạ, trong khi các nhà dân chủ hoảng loạn tin rằng nó vi phạm Luật cơ bản và nó đã vi phạm luật pháp kể từ khi sử dụng luật khẩn cấp bỏ qua sự xem xét và phê duyệt của Hội đồng Lập pháp. Đảng Dân chủ đã đệ trình một bản đánh giá tư pháp để thách thức quyết định của Carrie Lam. Các nhà phân tích chính trị cảnh báo rằng việc viện dẫn luật khẩn cấp sẽ là khởi đầu của chủ nghĩa độc đoán ở Hồng Kông. Associated Press báo cáo rằng áp lực từ luật chống mặt nạ và bạo lực leo thang đã ngăn cản một số công dân tham gia vào các cuộc biểu tình.
Vào ngày 26 tháng 10, Bộ Tư pháp đã được ban lệnh tạm thời của tòa án (kéo dài đến ngày 8 tháng 11) cấm công chúng quấy rối hoặc doxxing cảnh sát trực tuyến. Lệnh cấm đã bị chỉ trích vì khả năng tạo ra hiệu ứng ớn lạnh đối với tự do ngôn luận.
Vào ngày 8 tháng 11, một nhóm các chuyên gia độc lập do Trưởng Đặc khu Lâm bổ nhiệm để tư vấn cho Ủy ban Khiếu nại Cảnh sát Độc lập (IPCC) đã kết luận rằng IPCC thiếu "quyền hạn, năng lực và khả năng điều tra độc lập cần thiết" để hoàn thành vai trò của một nhóm theo dõi cảnh sát được đưa ra. tình hình phản kháng hiện nay.
Vào ngày 11 tháng 11, Trưởng Đặc khu Lâm đã dán nhãn người biểu tình là kẻ thù của nhân dân.

### Các đảng thân Bắc Kinh
Liên minh Dân chủ vì sự tiến bộ và phát triển của Hồng Kông (DAB) và Liên đoàn Công đoàn Hồng Kông (HKFTU), đã ủng hộ Lâm Trịnh Nguyệt Nga sửa đổi dự luật trước khi các cuộc biểu tình rầm rộ nổ ra. Sau khi bà Lâm tuyên bố đình chỉ dự luật, nhiều nhà lập pháp thân chính phủ đã tỏ ra không hài lòng với quan điểm đó. Lý Huệ Quỳnh từ DAB tuyên bố rằng đảng của bà sẽ không phản đối việc rút dự luật, và đảng này đã tách rời khỏi Tưởng Ly Vân, người tuyên bố rằng chính phủ có thể hồi sinh dự luật sau mùa hè. Lý không đồng ý với việc thành lập một ủy ban độc lập để điều tra các hành vi của cảnh sát vì bà cảm thấy rằng điều đó sẽ "làm giảm tinh thần của họ". Chung Quốc Bân là một nhà lập pháp từ Đảng Tự do, đã ủng hộ việc rút dự luật, mặc dù ông cảm thấy rằng một ủy ban độc lập nên được thành lập để điều tra toàn bộ vụ việc. Đặc khu trưởng đã tổ chức một cuộc họp riêng với các nhà lập pháp thân chính phủ giải thích quyết định đình chỉ dự luật, mặc dù một số nhà lập pháp, bao gồm Mạch Mĩ Quyên từ HKFTU, được cho là đã trút giận lên Lâm vì quyết định của bà có thể làm tổn hại đến cơ hội của họ trong cuộc bầu cử sắp tới.
Khi các cuộc biểu tình tiếp tục leo thang, các nhà lập pháp ủng hộ Bắc Kinh đã lên án bạo lực của những người biểu tình đã đột nhập vào Khu liên hợp LegCo và sử dụng bom xăng và chất lỏng không xác định chống lại cảnh sát. Họ đã duy trì sự hỗ trợ của họ cho Lực lượng Cảnh sát Hồng Kông, và đã tổ chức nhiều cuộc phản kháng khác nhau để hỗ trợ cảnh sát. Vào ngày 17 tháng 8, một cuộc mít tinh ủng hộ chính phủ do Liên minh Bảo vệ Hồng Kông tổ chức đã diễn ra tại Công viên Thiêm Mã. Các nhà tổ chức cho biết 476.000 người bao gồm các chính trị gia thân chính phủ và lãnh đạo doanh nghiệp đã tham gia biểu tình, nhưng cảnh sát chỉ tuyên bố có 108.000 người.
Các thành viên của Hội đồng điều hành, Diệp Quốc Khiêm và Diệp Lưu Thục Nhi cáo buộc rằng có một "chủ mưu" đằng sau các cuộc biểu tình nhưng không thể cung cấp bằng chứng đáng kể để hỗ trợ cho cáo buộc đó.

### Phe dân chủ

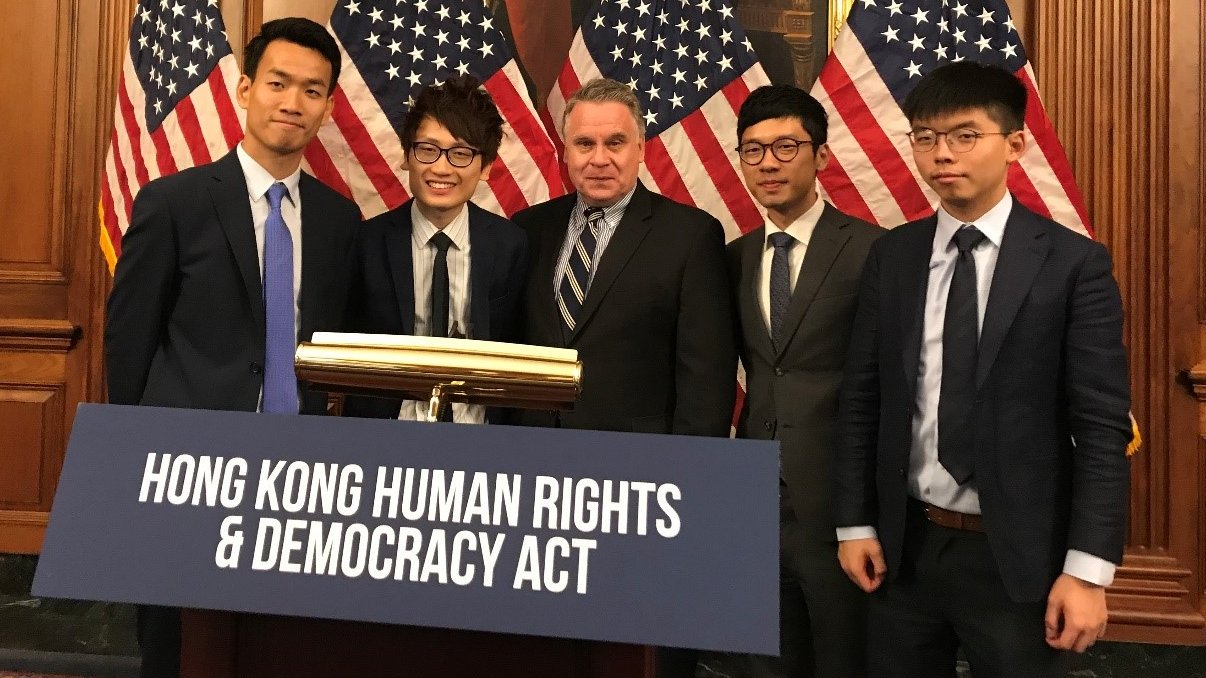
Các nhà hoạt động bao gồm Hoàng Chi Phong và La Quan Thông đã gặp Chris Smith tại Quốc hội Hoa Kỳ.

Các đảng ủng hộ dân chủ đóng vai trò hỗ trợ trong cuộc biểu tình, và đã phản đối việc sửa đổi dự luật và đã chỉ trích Lực lượng Cảnh sát vì hành vi sai trái. Nhiều nhà lập pháp như Quảng Tuấn Vũ của Đảng Dân chủ đã hỗ trợ người biểu tình trong nhiều tình huống khác nhau. Đảng Nhân dân chỉ trích chính phủ đã không đáp ứng yêu cầu của những người biểu tình, và mô tả những người xông vào Hội đồng Lập pháp là "sự bùng nổ bất bình của mọi người". Bất chấp sự leo thang của các cuộc biểu tình, triệu tập của các nhà lập pháp ủng hộ dân chủ Mao Mãng Tĩnh đã khẳng định rằng nhóm các nhà lập pháp của họ sẽ không chia rẽ với những người biểu tình mặc dù không đồng ý với tất cả các phương pháp của họ. Trương Siêu Hùng cảnh báo rằng Hồng Kông đang dần trở thành một " nhà nước cảnh sát " với bạo lực ngày càng được cảnh sát sử dụng.
Cả hai vụ việc xô xát vào ngày 21 tháng 7 và ngày 31 tháng 8 đều được một số người ủng hộ dân chủ ví như "khủng bố". Những người ủng hộ dân chủ cũng chỉ trích các vụ bắt giữ một số nhà lập pháp trước cuộc biểu tình ngày 31 tháng 8, nói rằng những vụ bắt giữ đó là một nỗ lực của cảnh sát để đàn áp phong trào, nhưng cảnh báo rằng cảnh sát sẽ tiếp tục "gây ra sự phẫn nộ lớn hơn". Hoàng Chi Phong và Chu Vĩnh Khang của Demosisto nói rằng "Người Hồng Kông sẽ không bị Đảng Cộng sản Trung Quốc bắt nạt" và việc bắt giữ Hoàng Chi Phong và một số nhà hoạt động khác vào ngày 30 tháng 8 "đã đánh dấu một bước ngoặt khác trong câu chuyện về sự xói mòn nhanh chóng của quyền tự do tại Hồng Kông".
Một số nhà lập pháp, bao gồm Quách Vinh Khanh và Dương Nhạc Cao từ Đảng Nhân dân cũng đã đến Mỹ để giải thích và thảo luận về tình hình tại Hồng Kông với các nhà lập pháp Mỹ và các nhà lãnh đạo kinh doanh và nói lên sự ủng hộ của họ cho Đạo luật Nhân quyền và Dân chủ Hồng Kông. Hoàng Chi Phong, Hà Vận Thi và một số nhà dân chủ khác cũng cung cấp lời chứng trong phiên điều trần quốc hội Hoa Kỳ cho Đạo luật Dân chủ. Trong khi đó, một số ủy viên hội đồng đề xuất một số phiên bản thay thế của dự luật dẫn độ.
Các cựu Tổng Thư ký Hành chính của chính phủ, bao gồm Trần Phương An Sinh, cựu Tổng thư ký hành chính, đã viết một số thư ngỏ cho Lâm Trịnh Nguyệt Nga, kêu gọi bà đáp ứng năm yêu cầu cốt lõi được đưa ra bởi những người biểu tình. Tại cuộc mít-tinh của công chức, Vương Vĩnh Bình, cựu Bộ trưởng Bộ Dịch vụ Dân sự, nói: "Nếu chúng tôi nghĩ các quan chức ngày nay, Đặc khu trưởng ngày nay, đã vi phạm hoặc không tuân theo luật pháp, với tư cách là công chức và là thường dân, chúng tôi có nghĩa vụ chỉ ra điều đó", trả lời thư của Bộ trưởng hiện tại La Chí Quang cho tất cả các công chức đã yêu cầu họ duy trì tính trung lập chính trị của họ.

### Trung Quốc đại lục
Chính phủ Trung Quốc đã bày tỏ sự phản đối của họ đối với các cuộc biểu tình, đồng thời thực hiện các biện pháp chống lại các cuộc biểu tình và những người ủng hộ họ. Các cuộc biểu tình đã được chính phủ và truyền thông Trung Quốc mô tả là các cuộc bạo loạn ly khai. Bắc Kinh đã cáo buộc phong trào có "đặc điểm của các cuộc cách mạng màu " và "dấu hiệu khủng bố ". Chính phủ Bắc Kinh và các phương tiện truyền thông nhà nước đã cáo buộc các lực lượng nước ngoài can thiệp vào công việc trong nước, và hỗ trợ người biểu tình; Những cáo buộc này đã bị chỉ trích bởi những người bị Bắc Kinh đổ lỗi, và CNN lưu ý rằng Trung Quốc có truyền thống đổ lỗi cho các lực lượng nước ngoài đã gây ra tình trạng bất ổn trong nước. Vào ngày 22 tháng 10, sau các cuộc biểu tình và bạo lực tương tự ở Catalonia và Chile, chính phủ Trung Quốc đã cáo buộc truyền thông phương Tây là đạo đức giả vì không cung cấp bảo hiểm và hỗ trợ tương tự cho các cuộc biểu tình đó.
Truyền thông nhà nước Trung Quốc đã gây áp lực cho các công ty khác nhau, bao gồm nhà điều hành đường sắt MTR Corporation, hãng hàng không Cathay Pacific và các công ty kế toán Big Four để có cách tiếp cận cứng rắn đối với các nhân viên tham gia cuộc biểu tình. Cathay Pacific chứng kiến một cuộc cải tổ quản lý khổng lồ và bắt đầu sa thải nhân viên ủng hộ dân chủ sau khi CAAC đe dọa chặn đường tiếp cận của Cathay vào không phận Trung Quốc, trong khi MTR bắt đầu đóng cửa các ga tàu và kết thúc phục vụ sớm sau khi bị chỉ trích vì đã vận chuyển người biểu tình. Trung Quốc cũng ngừng phát sóng các trận đấu NBA sau một tweet ủng hộ Hồng Kông của Daryl Morey, và cấm chương trình truyền hình Mỹ South Park sau khi phát hành tập phim " Band in China ".
Các phương tiện truyền thông nhà nước Trung Quốc chủ yếu bỏ qua các cuộc biểu tình cho đến ngày 17 tháng 4. Các cuộc biểu tình hầu hết được kiểm duyệt từ các phương tiện truyền thông xã hội Trung Quốc đại lục, chẳng hạn như Sina Weibo. Vào ngày 19 tháng 8, cả Twitter và Facebook thông báo rằng họ đã phát hiện ra các chiến dịch làm giả thông tin quy mô lớn hoạt động trên mạng xã hội của họ, với việc Facebook phát hiện ra rằng những bài đăng đó đã thay đổi hình ảnh và đưa chúng ra khỏi bối cảnh, thường với chú thích nhằm mục đích phỉ báng và làm mất uy tín của người biểu tình. Theo điều tra của Facebook, Twitter và YouTube, một số cuộc tấn công đã được phối hợp, hoạt động do nhà nước hậu thuẫn bắt nguồn từ chính phủ Trung Quốc. Một báo cáo của Viện Chính sách chiến lược Úc cho thấy chiến dịch làm mất thông tin có mục đích đã thúc đẩy ba xu hướng chính: lên án người biểu tình, ủng hộ Cảnh sát Hồng Kông và "thuyết âm mưu về sự tham gia của phương Tây vào các cuộc biểu tình". Google, Facebook và Twitter đã cấm các tài khoản này.
Đặc phái viên nước ngoài đã báo cáo rằng Quân đội Giải phóng Nhân dân Trung Quốc (PLA) đã tăng gấp đôi số lượng binh sĩ đồn trú gần biên giới Hồng Kông-Thâm Quyến. Bản thân quân đội cũng đã quay và tải lên một đoạn video về cuộc tập trận chống bạo loạn ở Thâm Quyến, nơi được coi là "cảnh báo ám chỉ xa xôi đối với Hồng Kông" của Time. Vào ngày 6 tháng 10, PLA đã đưa ra cảnh báo đầu tiên cho những người biểu tình đã chiếu đèn laser vào tường bao bên ngoài của doanh trại PLA ở Cửu Long Đường.

### Phản ứng quốc tế

Bản đồ các quốc gia ủng hộ cuộc biểu tình:
Quốc gia và vùng lãnh thổ ủng hộ cuộc biểu tình
Quốc gia chỉ trích cuộc biểu tình
Quốc gia trung lập
Trung Quốc, Hồng Kông và Ma Cao

Do các cuộc biểu tình, nhiều quốc gia đã đưa ra cảnh báo du lịch cho Hồng Kông. Các cuộc biểu tình phản ứng với các cuộc biểu tình đã diễn ra tại các địa điểm trên khắp thế giới, một số trong đó bao gồm Berlin, Canberra, Frankfurt, London, Thành phố New York, San Francisco, Sydney, Đài Bắc, Tokyo, Toronto và Vancouver. Các cuộc biểu tình trực tuyến cũng đã được tổ chức tại Singapore, vì các cuộc biểu tình vật lý ở quốc gia thành phố đảo đòi hỏi phải có giấy phép của cảnh sát.

## Trong văn hóa đại chúng
- Trò chơi điện tử năm 2019 Liberate Hong Kong cho người chơi đóng vai như một người biểu tình.[368]
- "The Battle for Hong Kong", bởi Channel 4, có một cái nhìn vào cuộc sống của một số người biểu tình.[369]
- Trong phần hai của "China: A New World Order", của đài BBC, có chủ đề chính là những người biểu tình.[370]
- Trailer của mùa ba phim truyền hình Westworld của HBO bắt đầu bằng một phân cảnh liên quan đến cuộc biểu tình.[371]

## Tác động

### Ảnh hưởng đến kinh tế
Khi cuộc biểu tình tiếp tục leo thang và Chiến tranh thương mại Mỹ – Trung vẫn chưa được giải quyết, doanh số bán lẻ và sức chi tiêu của người tiêu dùng cũng đã giảm. Nhà kinh tế học cao cấp của Phòng thương mại tổng hợp Hồng Kông Wilson Chong cảnh báo rằng khi các cuộc biểu tình vẫn tiếp tục diễn ra, doanh số bán lẻ sẽ bị ảnh hưởng xấu. Theo một chủ cửa hàng quà tặng, thu nhập hàng ngày của cửa hàng của cô đã giảm 50% đến 70% kể từ khi những người biểu tình xông vào Khu phức hợp LegCo vì sự căng thẳng tăng cao và cảm giác tuyệt vọng ở Hồng Kông ảnh hưởng đến tâm trạng của người dân Hồng Kông. Trong những ngày biểu tình, những người biểu tình đã mang lại "vận may lúng túng" cho các doanh nghiệp theo tờ South China Morning Post. Một số nhà hàng thấy khách hàng của họ hủy đặt chỗ và một số ngân hàng và cửa hàng buộc phải đóng cửa. Nguồn cung cấp cho hàng hóa cũng bị dừng lại và bị tắc nghẽn do cuộc biểu tình. Trong khi đó, một số cửa hàng phát triển thịnh vượng khi những người biểu tình gần đó mua thực phẩm và các mặt hàng khác. Ví dụ, vào ngày 12 tháng 6, cửa hàng bóng gạo Nhật Bản, Hana-Musubi đã chứng kiến doanh số tăng 50% vì sự phản đối. Trong khi đó, các nguồn cung cấp như mặt nạ phòng độc đang cạn kiệt ở cả Hồng Kông và Đài Loan.
Các cuộc biểu tình cũng ảnh hưởng đến chủ sở hữu bất động sản. Lo sợ sự bất ổn ở Hồng Kông, một số chủ sở hữu bất động sản đã bỏ việc mua đất. Mong muốn mua bất động sản cũng giảm, vì tổng số mua đã giảm 24% khi so sánh với Cách mạng Ô dù. Một số nhà phát triển buộc phải giảm giá bán bất động sản. Tại Nguyên Lãng, giá căn hộ ở Yoho Town giảm 4%.
Chỉ số Hang Seng giảm ít nhất 4,8% so với ngày 9 tháng 6 đến cuối tháng tám. Khi lãi suất giao dịch suy yếu, các công ty đã đăng ký mua cổ phiếu nổi tại Hồng Kông kêu gọi các chủ ngân hàng tạm thời rút lại giao dịch của họ. Tháng 8 năm 2019 ghi nhận IPO thấp nhất kể từ năm 2012, và hai IPO lớn đã được tạm hoãn vào tháng 6 và tháng 7. Fitch Ratings đã hạ bậc xếp hạng chủ quyền của Hồng Kông từ AA+ xuống AA vì họ nghi ngờ khả năng của chính phủ trong việc duy trì nguyên tắc "một quốc gia, hai chế độ". Nó cũng thay đổi triển vọng của thành phố từ "ổn định" sang "tiêu cực".
Ngành du lịch cũng bị ảnh hưởng. Hội đồng Công nghiệp Du lịch nhận xét rằng số lượng đặt phòng cả Đại lục và nước ngoài vào tháng 8 năm 2019 đã giảm 50% so với tháng 8 năm 2018. Với việc kinh doanh của họ bị ảnh hưởng, một số công ty du lịch yêu cầu nhân viên của họ không được nghỉ phép. Việc đặt vé máy bay cũng bị suy giảm, với Cathay Pacific nói rằng hãng đã thấy "tác động của tình trạng bất ổn chính trị địa phương". Disney cũng tiết lộ rằng có ít khách đến thăm Hong Kong Disneyland. Khách du lịch đại lục theo RFA, đã tránh du lịch tới Hồng Kông do những lo ngại về an toàn. Nhiều quốc gia kể từ đó đã đưa ra cảnh báo du lịch tới Hồng Kông. Số lượng du khách đến Hồng Kông giảm 40% trong tháng 8 hàng năm, trong khi mức giảm là 31,9% trong những ngày trong và sau ngày Quốc khánh.
Trong các cuộc biểu tình tại sân bay vào ngày 12 và 13 tháng 8, Cảng vụ hàng không Hồng Kông đã hủy nhiều chuyến bay, dẫn đến thiệt hại ước tính khoảng 76 triệu đô la theo các chuyên gia hàng không.

### Ảnh hưởng đến xã hội

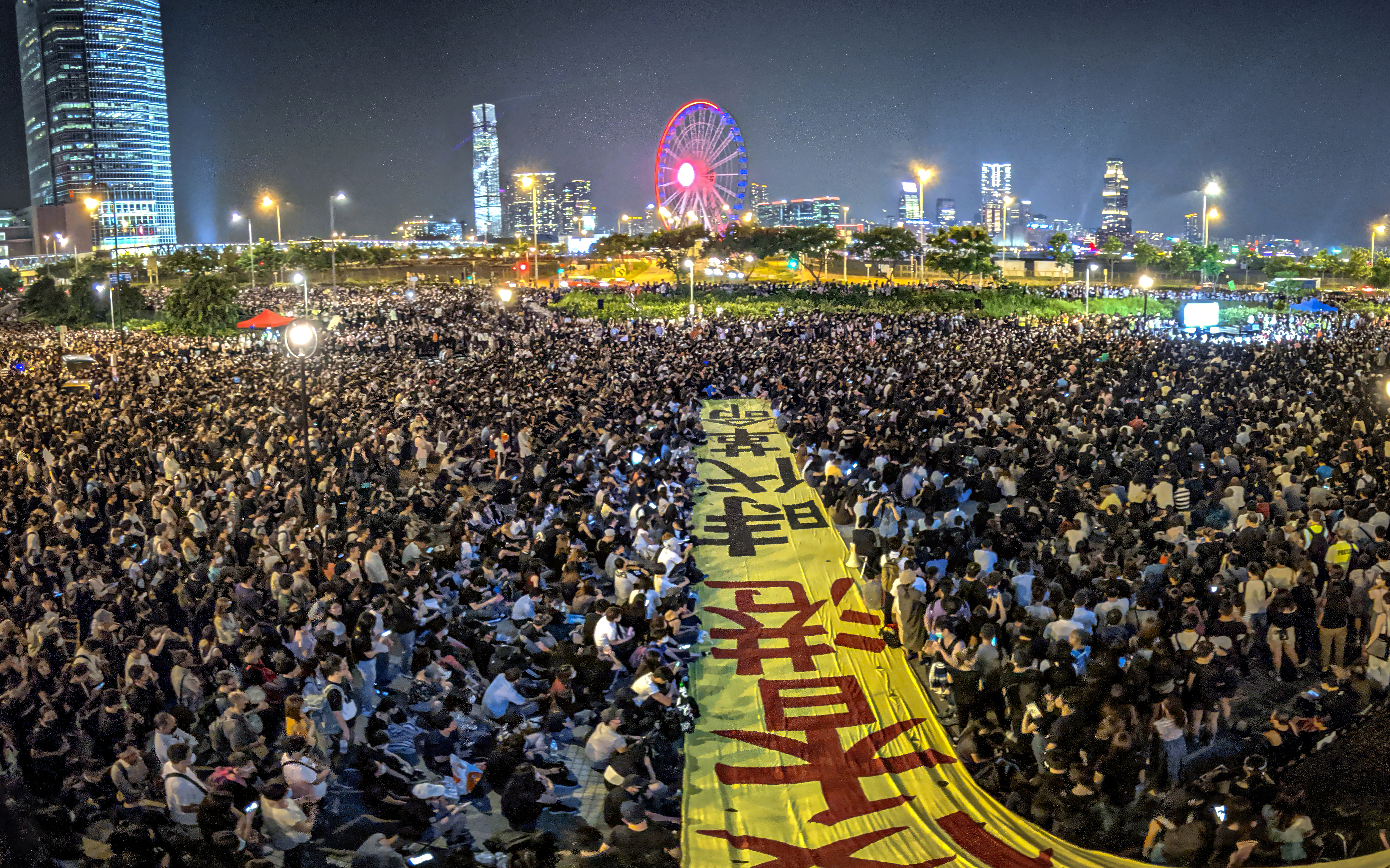
Cuộc biểu tình ở Hồng Kông vào ngày 27 tháng 9 năm 2019

Chính quyền của bà Lâm đã nhận được những lời chỉ trích về sự thi hành trong các cuộc biểu tình. Các nhà phê bình cũng lên án sự kiêu ngạo của bà, và sự vắng mặt kéo dài, tránh sự chú ý của công chúng sau lời xin lỗi của bà và họ tin rằng những yếu tố này đã đẩy các cuộc biểu tình leo thang. Theo các cuộc thăm dò của Chương trình Ý kiến công chúng của Đại học Hồng Kông, mức độ tín nhiệm của Lâm giảm xuống mức thấp lịch sử là 24,6% và các lĩnh vực khác từ tỷ lệ hài lòng đến tỷ lệ tin cậy trong chính phủ cũng đạt mức thấp kỷ lục. Ma Ngok, một nhà khoa học chính trị tại Đại học Trung văn Hương Cảng (CUHK), nhận xét rằng chính phủ "đã đánh mất niềm tin của cả một thế hệ" và dự đoán rằng giới trẻ sẽ vẫn phẫn nộ với cả chính phủ và cảnh sát "trong nhiều năm tới".
Danh tiếng của cảnh sát đã có một sự ảm đạm nghiêm trọng sau sự đối xử "tàn bạo" với người biểu tình. Theo một số báo cáo, cảnh sát đã trở thành một biểu tượng đại diện cho sự thù địch và đàn áp và hành động của cảnh sát đối với người biểu tình đã dẫn đến sự đổ vỡ niềm tin của người dân đối với cảnh sát. Công dân cũng lo ngại về khả năng tự quy định và kiểm soát của cảnh sát và lo sợ về việc lạm quyền. Sự tàn bạo của cảnh sát bị nghi ngờ đã biến một số người trung lập về chính trị trước đây trở nên thông cảm hơn với những người biểu tình trẻ tuổi. Còn đối với lực lượng cảnh sát, một số sĩ quan cấp thấp báo cáo cảm thấy "lạc lõng và bối rối", với lý do "thiếu khả năng lãnh đạo" trong những thời điểm quan trọng. Lực lượng đã hủy bỏ tuần tra đi bộ vì sợ rằng họ có thể bị tấn công, Các sĩ quan tiền tuyến đã phải đối mặt với sự sỉ nhục công khai bởi những người dân tức giận vì những cáo buộc này, một số trong đó cũng đã đe doạ trực tuyến họ và gia đình họ trên mạng. Các sĩ quan cảnh sát cũng báo cáo là "mệt mỏi về thể chất và tinh thần", vì họ phải đối mặt với những rủi ro bị xúi giục và xa cách bởi các thành viên trong gia đình.
Các cuộc biểu tình đã làm sâu sắc thêm sự rạn nứt giữa các phe "huỳnh" (dân chủ) và "lam" (thân chính phủ) được bắt nguồn từ Biểu tình tại Hồng Kông 2014. Có nhiều cuộc đụng độ thường xuyên và dữ dội hơn giữa những người từ hai phe, dẫn đến xung đột thể xác dữ dội. Cũng có trường hợp những người ở phe thân Bắc Kinh tấn công những người xây dựng Bức tường Lennon và những người tổ chức biểu tình, các nhà lập pháp dân chủ như Lâm Trác Đình và Quảng Tuấn Vũ. Cha mẹ của những người biểu tình đã tranh cãi với con cái của họ về các cuộc biểu tình, vì cảm thấy rằng hành động đó có thể khiến họ phải trả giá cho tương lai, hoặc họ ủng hộ chính phủ và không đồng ý với lập trường chính trị của con cái họ. Nhân viên xã hội đã bày tỏ mối quan tâm của họ đối với một số người biểu tình trẻ tuổi, có sức khỏe cảm xúc đã trở nên không ổn định. Các chuyên gia ghi nhận sự bùng nổ của sự tuyệt vọng trong thành phố và trong các cuộc biểu tình, mặc dù những người biểu tình đã kêu gọi nâng cao nhận thức về sức khỏe tâm thần của mọi người và đồng thời cũng kêu gọi mọi người đừng tự tử.

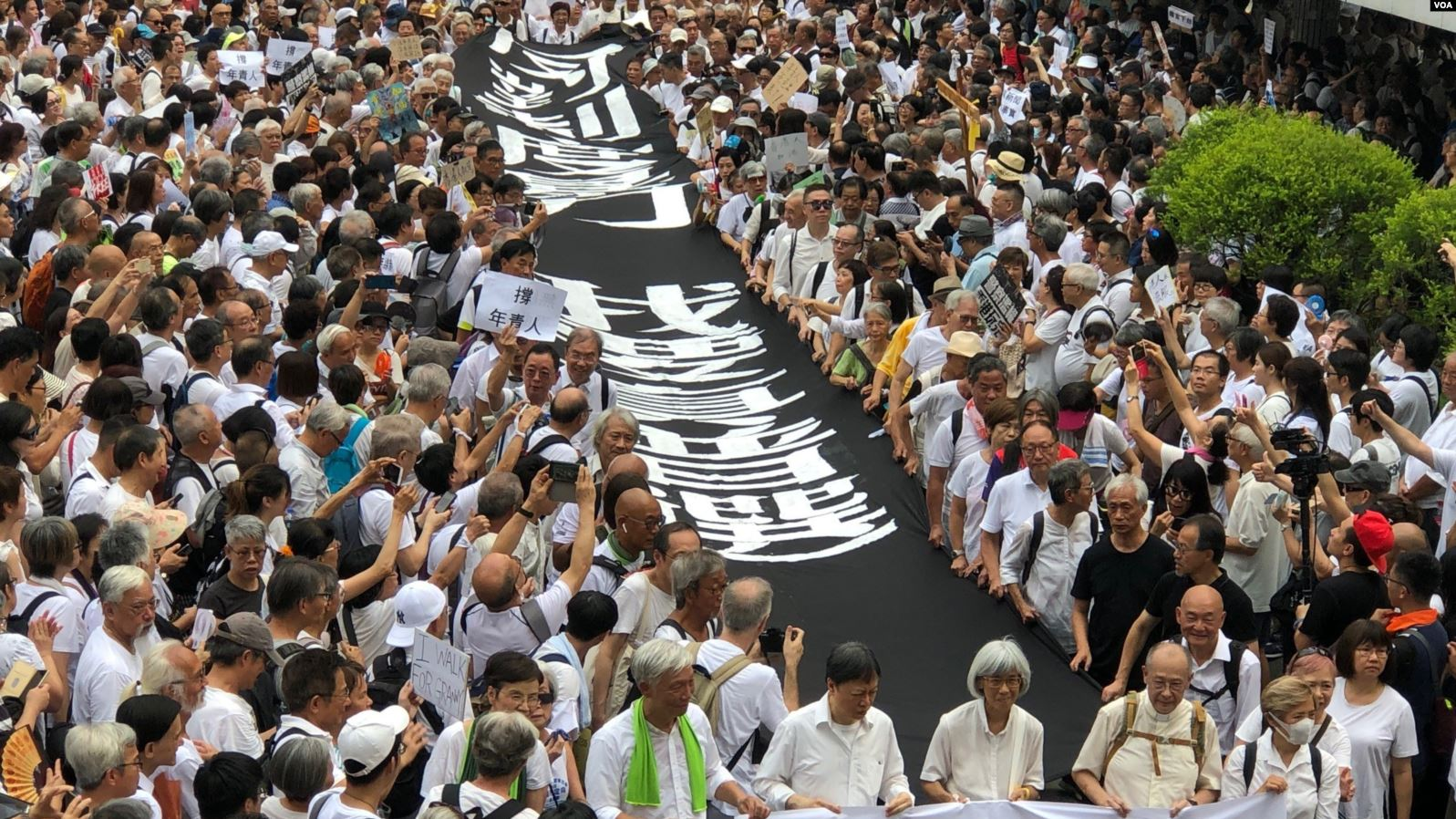
Người cao tuổi tuần hành ngày 17 tháng 7 năm 2019 để ủng hộ người trẻ biểu tình chống dự luật dẫn độ.

Trong số những người biểu tình, có một tinh thần đoàn kết mạnh mẽ hơn khi so sánh với cuộc biểu tình năm 2014. Người biểu tình thay vì lên án và chỉ trích lẫn nhau, đã phản ánh và nhắc nhở nhau một cách thân thiện. Khi các cuộc biểu tình tiếp tục leo thang, người dân cũng cho thấy sự khoan dung ngày càng tăng đối với các hành động đối đầu và bạo lực. Những người thăm dò đã phát hiện ra rằng trong số 8.000 người được hỏi, 90% trong số họ tin rằng việc sử dụng các chiến thuật này là có thể hiểu được do chính phủ từ chối đáp ứng các yêu cầu. Sự đoàn kết giữa những người biểu tình đã được nhìn thấy trên một loạt các nhóm tuổi, với các tình nguyện viên trung niên và cao tuổi cố gắng tách cảnh sát và những người biểu tình trẻ ở tiền tuyến và cung cấp nhiều hình thức hỗ trợ. Các ngành nghề khác nhau như giáo viên, công chức, kế toán, chuyên gia y tế và ngành tài chính đã tổ chức các cuộc biểu tình hoặc các cuộc tuần hành để bày tỏ sự đoàn kết với giới trẻ.
Trong ba cuộc thăm dò dư luận từ tháng 8 đến tháng 10 năm 2019 do Minh Báo và Đại học Trung văn Hương Cảng tiến hành, một tỷ lệ lớn hơn đáng kể cho rằng cảnh sát đã sử dụng vũ lực quá mức trong các cuộc biểu tình, so với những người cho rằng người biểu tình đã sử dụng vũ lực quá mức. 59,2% số người được hỏi trong cuộc thăm dò giữa tháng 10 cho rằng việc người biểu tình tham gia vào các hành động cực đoan là điều dễ hiểu khi các cuộc biểu tình ôn hòa quy mô lớn đã không thể dẫn đến phản ứng từ chính phủ. Tuy nhiên, một số người biểu tình ôn hòa hơn lưu ý rằng sự gia tăng bạo lực khiến họ xa lánh các cuộc biểu tình.